# Muzeul Cărții și Exilului Românesc
Muzeul Cărții și Exilului Românesc este un muzeu din Craiova, dedicat personalităților culturii române aflate în exil, cu sediul în Casa Dianu, clădire-monument istoric, construită la începutul secolului al XX-lea. Muzeul se află în administrarea Bibliotecii Județene „Alexandru și Aristia Aman” Dolj și este singura instituție culturală de acest gen la nivel național.

## Istoric
Primii pași în realizarea Muzeului s-au concretizat în 2016, când a fost înființată o Bibliotecă a Exilului Românesc, formată din lucrări și volume, documente, poze și însemnări ale scriitorilor români stabiliți în Franța începând cu mijlocul secolului al XX-lea. Colecțiile muzeului provin din donații, iar prima asemenea donație a fost făcută de academicianul Basarab Nicolescu. Ideea înființării acestui muzeu îi aparține managerului Bibiliotecii Județene „Alexandru și Aristia Aman” Dolj, Lucian Dindirică.
Muzeul a fost înființat în cadrul unui proiect cu finanțare europeană, fonduri atrase de Consiliul Județean Dolj prin Programul Operațional Regional 2014–2020. Inaugurarea a avut loc la sfârșitul lunii septembrie 2023. În prezent, Muzeul Cărții și Exilului Românesc reunește creații literare și artistice ale personalităților culturii române care, din motive politice (exilul românesc postbelic provocat de instaurarea regimului comunist și de apariția Cortinei de Fier), au plecat în străinătate. Patrimoniul Muzeului Cărții și Exilului Românesc este alcătuit din fonduri de documente și colecții personale ale lui Dinu C Giurescu, Dan Berindei, Basarab Nicolescu, Mircea Eliade, Leonid Mămăligă, Vintilă Horia, Cicerone Poghirc, Andrei Codrescu, Cezar Vasiliu, Ion Deaconescu, Andrei Șerban, Paul Barbăneagră, Corneliu Șerban Popa, Mircea Milcovitch, Maria Mesterou, Constantza Buzdugan, Rodica și Șerban-Viorel Stănoiu, Romulus și Ileana Vulpescu, Valeriu Veliman și ale altor personalități culturale ale exilului românesc.

## Colecții

### Colecția „Basarab Nicolescu”

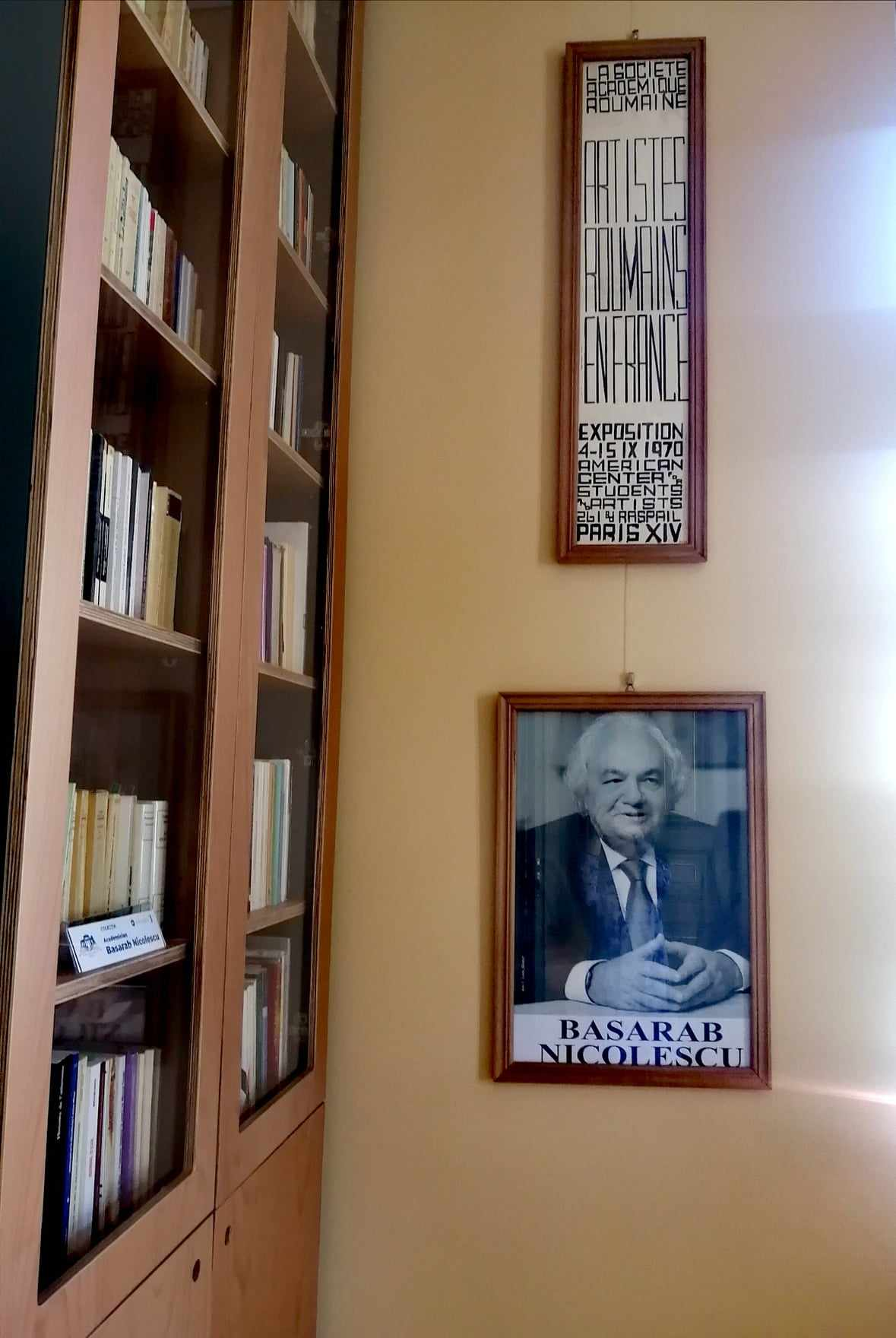
Sala Basarab Nicolescu

Basarab Nicolescu (25 martie 1942) este un fizician și filosof român stabilit în Franța, fizician teoretician la Centre National de la Recherche Scientifique (CNRS), Universitatea Paris VI. Este membru de onoare al Academiei Române din 2001.
Basarab Nicolescu este inițiator al Muzeului Cărții și Exilului Românesc, iar colecția pe care a donat-o muzeului cuprinde lucrări și volume proprii ce conțin contribuțiile sale științifice, cărți academice și culturale, ediții bibliofile, publicații periodice precum The Little Review, Limite, 3e Millénaire, Contrapunct, France-Soir, La Nouvelle République, La France Catholique, Les Nouvelles Littéraires, documente și mărturii ale exilului cultural românesc postbelic. Colecția cuprinde și o serie de dosare: Dosar Vintilă Horia, Dosar Stéphane Lupasco, Dosar – La science, le sens et l’évolution, alături de alte dosare de presă care abordează transdisciplinaritatea și receptarea operelor intelectualilor români din exil.

### Colecția „Leonid Mămăligă”
L. M. Arcade (13 iulie 1921 – 4 decembrie 2001), pe numele real Leonid Mămăligă, a fost un scriitor român, expatriat în Franța.
Colecția „Leonid Mămăligă” este formată din sute de cărți și reviste ale exilului românesc publicate în mai multe țări, la care se adaugă o vastă corespondență, purtată de scriitor cu diverse personalități culturale, dar și cu numeroase edituri, precum și manuscrise originale semnate de Leonid Mămăligă sub pseudonimul L. M. Arcade, precum Revoluție culturală sau Poveste cu țigani. Colecția cuprinde o serie de eseuri, extrase de presă, traduceri și însemnări olografe, broșuri, precum și documente și fotografii din arhiva prozatorului.

### Arhiva „Cenaclului de la Neuilly”
Cenaclul „Caietele Inorogului”, găzduit de Leonid Mămăligă în locuința sa din Neuilly-sur-Seine, a devenit, începând cu anul 1963, locul de întâlnire al scriitorilor români din exil. Tot în acest context a fost înființată și Editura Caietele Inorogului, sub tiparul căreia au publicat Mircea Eliade („Pe strada Mântuleasa”, „În curte la Dionis”) și Horia Stamatu („Kairos”). Arhiva „Cenaclului de la Neuilly” de la Muzeul Cărții și Exilului Românesc conține mărturii scrise (manuscrise, extrase, documente juridice și administrative, înscrisuri, însemnări olografe, corespondență) ale activității creatoare organizate și desfășurate sub coordonarea lui Leonid Mămăligă.

### Arhiva „Asociației Hyperion”
Asociația „Hyperion” a fost înființată în Franța de Victor Cupșa, Mircea Eliade, Virgil Ierunca, Ștefan Lupașcu, Leonid Mămăligă, Basarab Nicolescu, Cicerone Poghirc, având drept scop promovarea literaturii românești în exil. Arhiva donată Muzeului Cărții și Exilului Românesc cuprinde: corespondență scrisă, ciorne,  documente administrative (înființarea Asociației „Hyperion”), contracte de donație, cereri de înscriere în Asociația „Hyperion”, manuscrise (original sau fotocopie), extrase de presă română sau străină, reviste, minutele ședințelor Hyperion I, II, III din 1980, eseuri, poeme, invitații, vederi, lucrări științifice, interviuri etc.

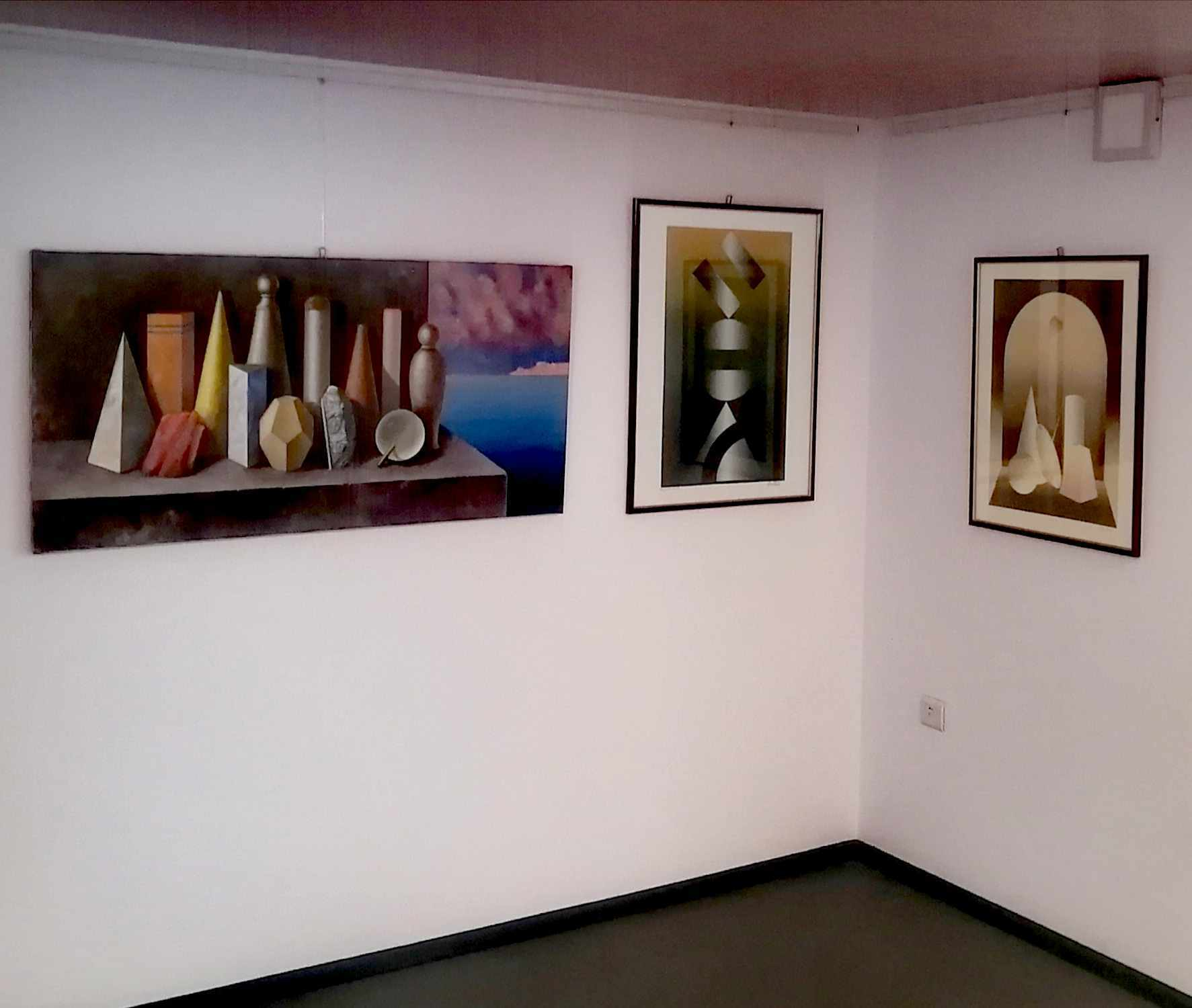
Fragment din expoziția Maria Mesterou

### Colecția „Mircea Milcovitch și Maria Mesterou”
Mircea Milcovitch (n.1941) este un sculptor, pictor, gravor, scriitor și eseist.î român, stabilit în Franța. Este căsătorit cu Maria Mesterou.
Maria Mesterou (n. 1941) este o artistă grafică, pictoriță iconografă și restauratoare română, stabilită în Franța. Alături de soțul ei, a făcut parte din grupul de tineri artiști de la Poiana Mărului.
Colecția „Maria Mesterou și Mircea Milcovitch” cuprinde: sculpturi, serigrafii, picturi pe pânză, gravuri și afișe de expoziție donate în 2018 de Mircea Milcovitch și Maria Mesterou.

### Colecția „Andrei Șerban”
Andrei Șerban (n. 21 iunie 1943) este un regizor de teatru și de operă român.
Această colecție cuprinde afișe ale spectacolelor regizate de Andrei Șerban și puse în scenă în Europa, în Statele Unite ale Americii sau în America de Sud. La acestea se adaugă periodice, cărți, dosare care conțin cronici de spectacole, broșuri și extrase din presă, obiecte personale ale regizorului, caiete de regie, corespondența regizorului cu alți artiști, notițe cu indicații regizorale, precum și peste 1000 de fotografii personale care surprind momente din timpul spectacolelor sau de la repetiții. De asemenea, colecția conține înregistrări ale multor spectacole regizate de Andrei Șerban în întreaga lume.

### Colecția „Paul Barbăneagră”
Paul Barbăneagră (11 februarie 1929 – 13 octombrie 2009) a fost un regizor, autor, cineast, eseist, jurnalist și scenarist francez de origine română, colaborator al canalelor de televiziune „France 2”, „France 3” și al postului „Radio Europa Liberă”.
În colecția deținută de Muzeul Cărții și Exilului Românesc se află o serie de fotografii inedite ce surprind ipostaze din viața personală și profesională a cineastului, dar și momente ilustrative ale întâlnirilor sale cu diverși oameni de cultură reprezentativi pentru exilul românesc: Emil Cioran, Mircea Eliade, Ștefan Lupașcu, Monica Lovinescu, Gheorghe Zamfir, Eugen Ionesco, Leonid Mămăligă, Nae Ionesco, Ioan Cușa.

### Colecția „Corneliu Șerban Popa”

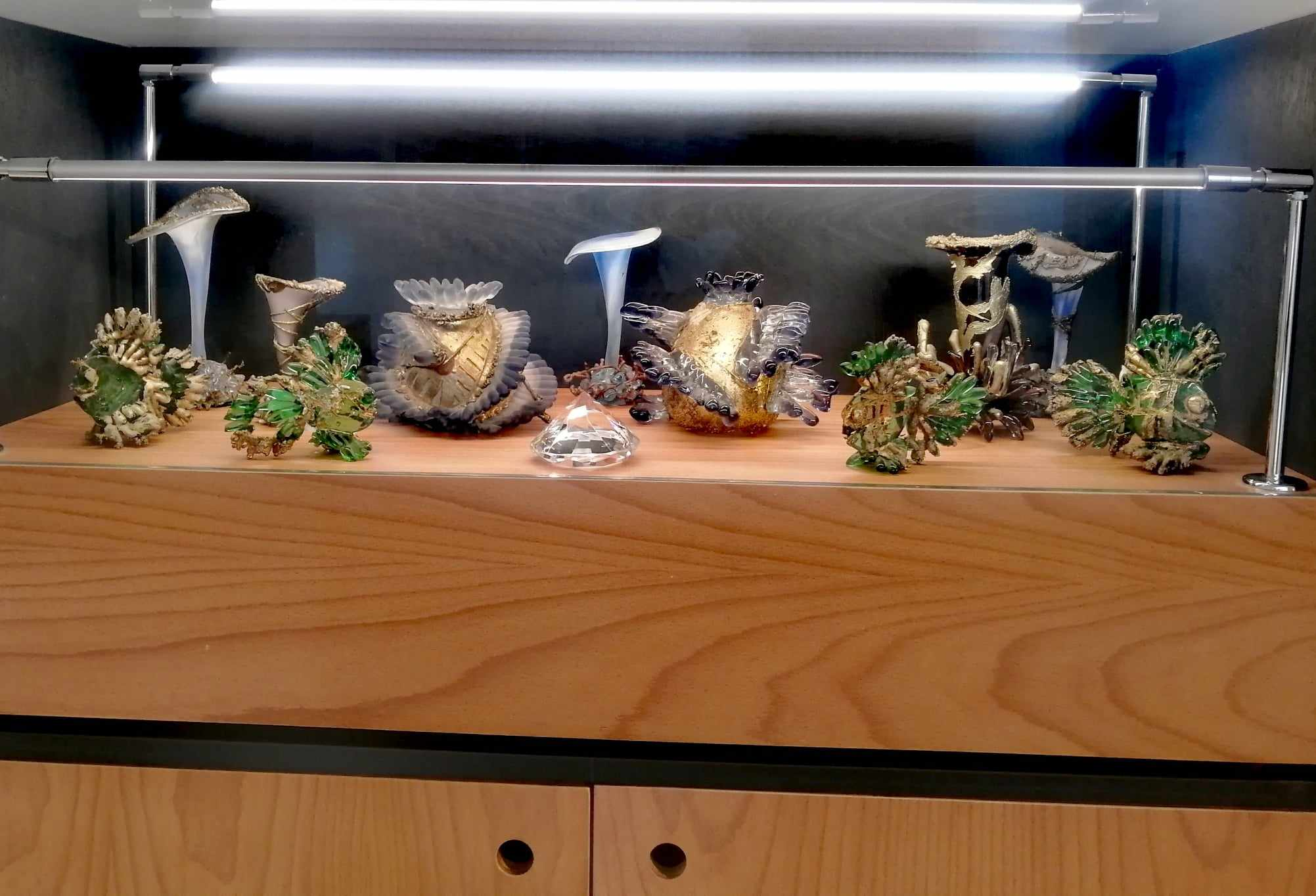
Expoziție Corneliu Șerban Popa

Corneliu Șerban Popa (n. 1946) este un artist plastic român stabilit în Canada.
Colecția cuprinde sculpturi în sticlă, statui, tablouri și icoane create de artist de-a lungul timpului (Omul modular, Omul de sticlă), alături de cărți, albume cu fotografii, afișe și programe de expoziții, dosare cu documente și schițe, precum și câteva obiecte de mobilier.

### Colecția „Vintilă Horia”

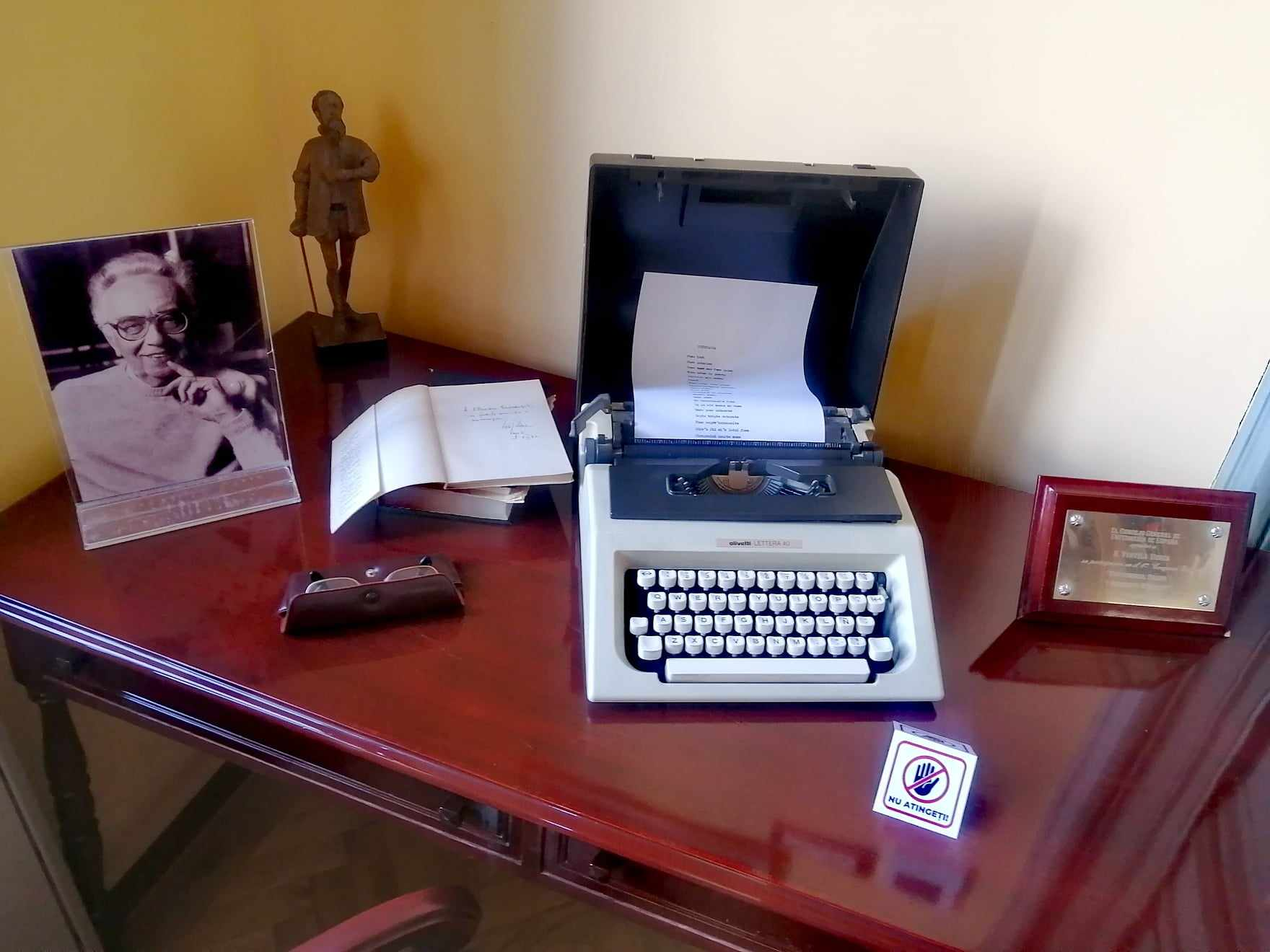
Expoziție Vintilă Horia

Vintilă Horia (18/31 decembrie 1915 – 4 aprilie 1992) a fost un diplomat, eseist, filozof, jurnalist, pedagog, poet și romancier român.
Colecția „Vintilă Horia” cuprinde volume scrise majoritar în limbă străină, printre care se numără primele ediții în limbile originale ale operelor lui Vintilă Horia și traducerile acestora (diversele traduceri ale romanului Dumnezeu s-a născut în exil, publicate în Italia (Milano), Spania (Madrid, Barcelona), Austria (Viena) și în România la mai multe edituri). Fondul include obiecte personale din biroul autorului, piese de mobilier din locuința sa, dosare ce conțin manuscrise publicate, dar și nepublicate, însemnări inedite, extrase de presă și documente, numeroase fotografii și corespondența autorului cu diferite personalități ale exilului: Ștefan Baciu, Alexandru Busuioceanu, Alexandru Ciorănescu, Ion Deaconescu, Virgil Ierunca, Ștefan Lupașcu, Basarab Nicolescu, Horia Stamatu, Mircea Eliade, precum și corespondența cu fratele său, Alexandre Castaing, și cea dintre fiica scriitorului, Cristina Horia, și Alexandre Castaing.

### Colecția „Cicerone Poghirc”
Cicerone Poghirc (20 martie 1928 – 15 aprilie 2009) a fost un clasicist român, specialist în lingvistică generală, indo-europenistică, indianistică și istoria religiilor, profesor universitar și membru marcant al exilului românesc.
Colecția cuprinde numeroase dicționare în diverse limbi străine, între care greacă, albaneză, rusă, bulgară, sârbă, croată, maghiară ș.a., unele dintre ele bilingve (sanscrit-german, albanez-francez, român-turc, maghiar-român, publicate începând cu anul 1895), exemplare din presa românească din exil, între care Apoziția, Buletinul Bibliotecii Române din Freiburg, Curentul, Destin, Ethos, Ființa românească, albume cu fotografii personale, corespondență, studii de specialitate, manuscrise și însemnări, diverse materiale tipărite, vechi și valoroase, multe dintre ele apărute la începutul anilor 1800, îndeosebi în latină, în greacă și în limbi slave.

### Colecția „Andrei Codrescu”
Andrei Codrescu (n. 20 decembrie 1946) este un eseist, pedagog, poet și prozator american, de origine română.
În această colecție se regăsesc mărturii ale vieții culturale din exil, în special cărți în limba engleză, ce reprezintă o parte importantă a operei scriitorului, dar și cărțile scrise în limba română,  periodice, reviste și ziare în limba engleză, precum și dosare cu desene, fotografii personale, cărți de vizită, broșuri și afișe de la evenimente importante la care a participat în diferite țări ale lumii, corespondența cu profesorul David Faulds de la Emory University, Ruxandra Cesereanu sau Ștefan Baciu.

### Colecția „Victor Cupșa”
Victor Cupșa (n. 1932) este un artist plastic și scriitor român, stabilit în Franța.
Colecția „Victor Cupșa” conține o serie de obiecte de artă, tablouri și un fond documentar ce cuprinde corespondență, afișe, fotografii, publicații periodice, cataloage de expoziție și cărțile: Chemin à travers tableaux: cahiers dꞌatelier și Solstice dꞌhiver cu dedicația autorului pentru academicianul Basarab Nicolescu.

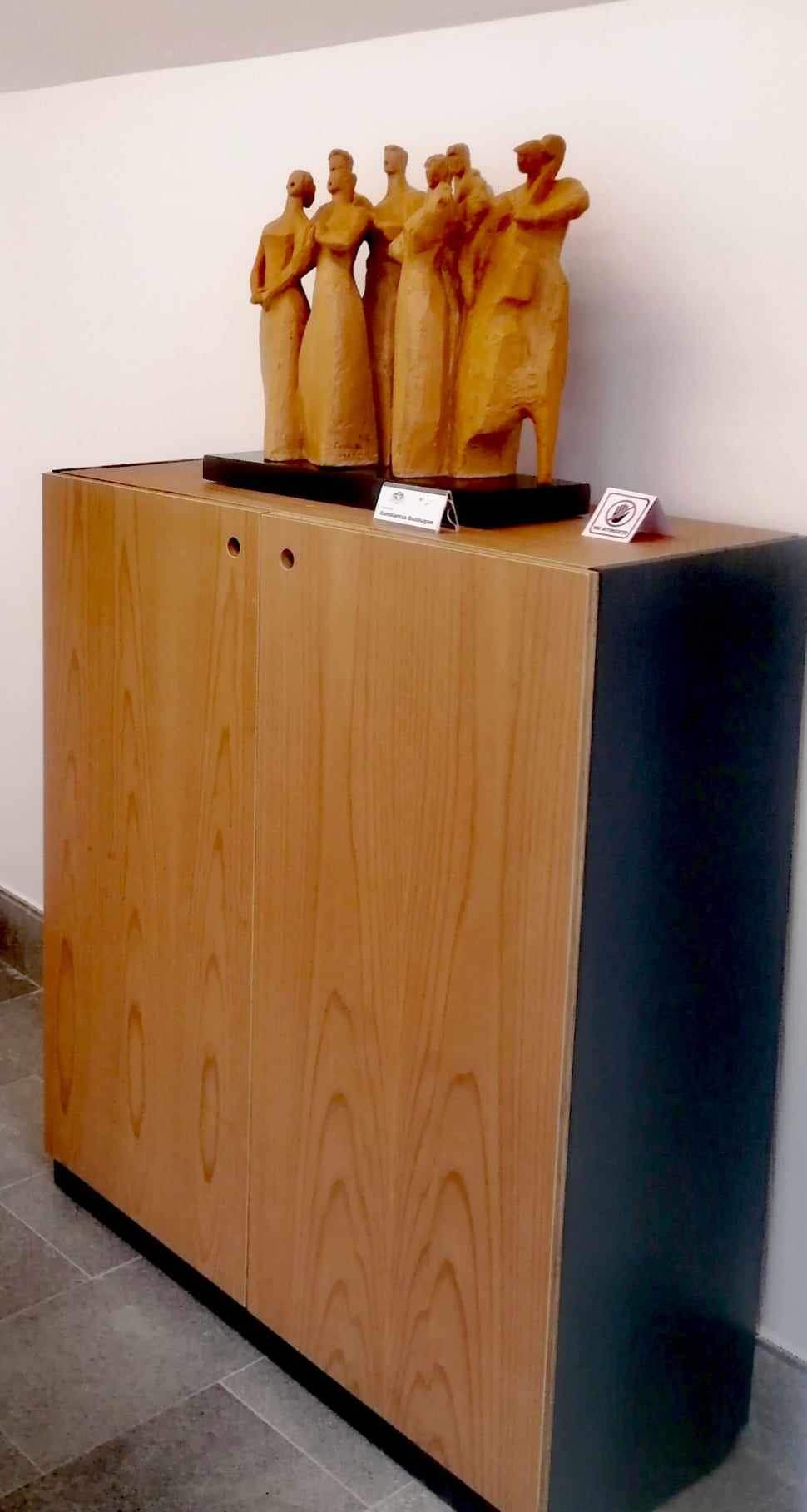
Expoziție Constantza Buzdugan

### Colecția „Constantza Buzdugan”
Constantza Buzdugan (1912–1965) a fost o sculptoriță română, stabilită în Franța.
Colecția cuprinde sculpturi, desene și schițe semnate de artistă, mărturii scrise ale vieții artistice din exil a Constantzei Buzdugan, cărți, albume despre artă și arhitectură antică, manuscrise, fotografii și documente din arhiva personală.

### Colecția „Bujor Nedelcovici”
Bujor Nedelcovici (16 martie 1936 – 18 noiembrie 2023) a fost un romancier și eseist român, stabilit în Franța.
Colecția cuprinde cărți, reviste, corespondență, fotografii, recenzii de film și materiale audio-video, manuscrise ale operelor lui Bujor Nedelcovici, texte și notițe olografe, precum și interviuri. Colecția include, de asemenea, opere ale unor autori fundamentali ai literaturii universale, de la Homer, Shakespeare, Goethe, până la Tolstoi, Thomas Mann, Camus, Faulkner, Gabriel Garcia Márquez, Umberto Eco. La toate acestea se adaugă fotografii, recenzii de film, materiale audio-video și corespondența cu diverși oameni de cultură.

### Colecția „Cezar Vasiliu”

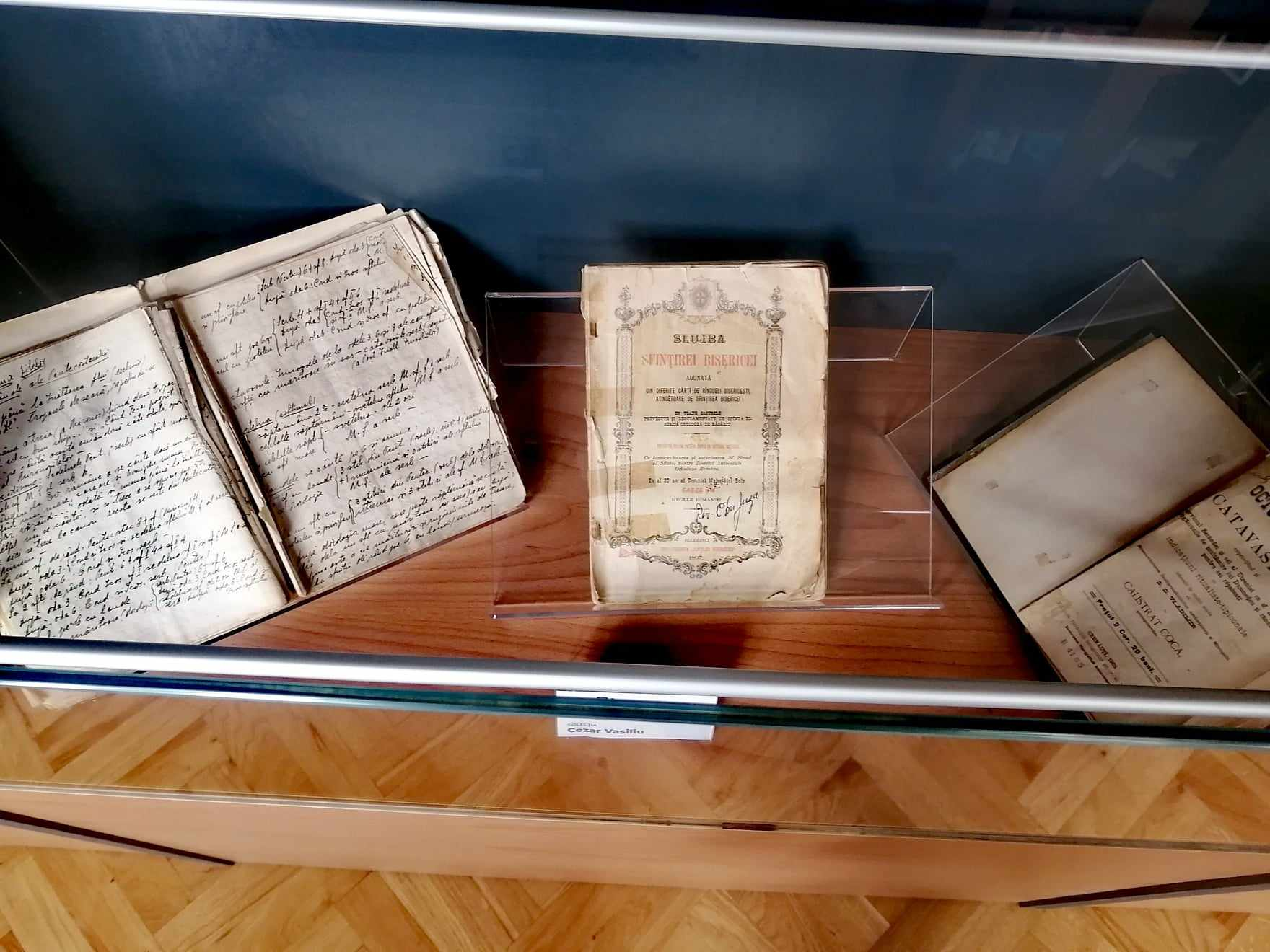
Expoziție Cezar Vasiliu

Cezar Vasiliu (21 august 1939 – 29 iulie 2018) a fost un preot, teolog și eseist român, stabilit în Canada, reprezentant al Bisericii Ortodoxe Române în mai multe Comisii ecumenice și de dialog interconfesional.
Colecția cuprinde un fond de carte scris predominant în limba română, în franceză și în italiană, în special din domeniul teologiei. Majoritatea volumelor din colecție sunt axate pe teme de hagiografie și spiritualitate creștină, cultură și istorie universală, respectiv istorie bisericească.
Teza de doctorat a părintelui profesor La relazoni tra la Chiesa Cattolica e la Chiesa Ortodossa tra 1959–1970 susținută la Palermo în 1971, precum și cursul său în două volume susținut la Universitatea Catolică din Sherbrooke, Canada: Histoire de l’Eglise Orthodoxe, Montréal, 2003 se regăsesc, de asemenea, în colecțiile Muzeului Cărții și Exilului Românesc. În plus, tot aici se află articole, extrase de presă, pliante, cataloage, programe, broșuri tipărite, fotocopii, manuscrise, calendare, cărți poștale, diverse documente personale și extrase de presă din publicații românești, manuscrise ale lui Cezar Vasiliu, peste 100 de publicații periodice, materiale audio-video, albume și broșuri multigrafiate. Cele mai valoroase manuscrise conțin texte dedicate învățământului academic și domeniului hagiografiei creștine.

### Donația „Valeriu Veliman”

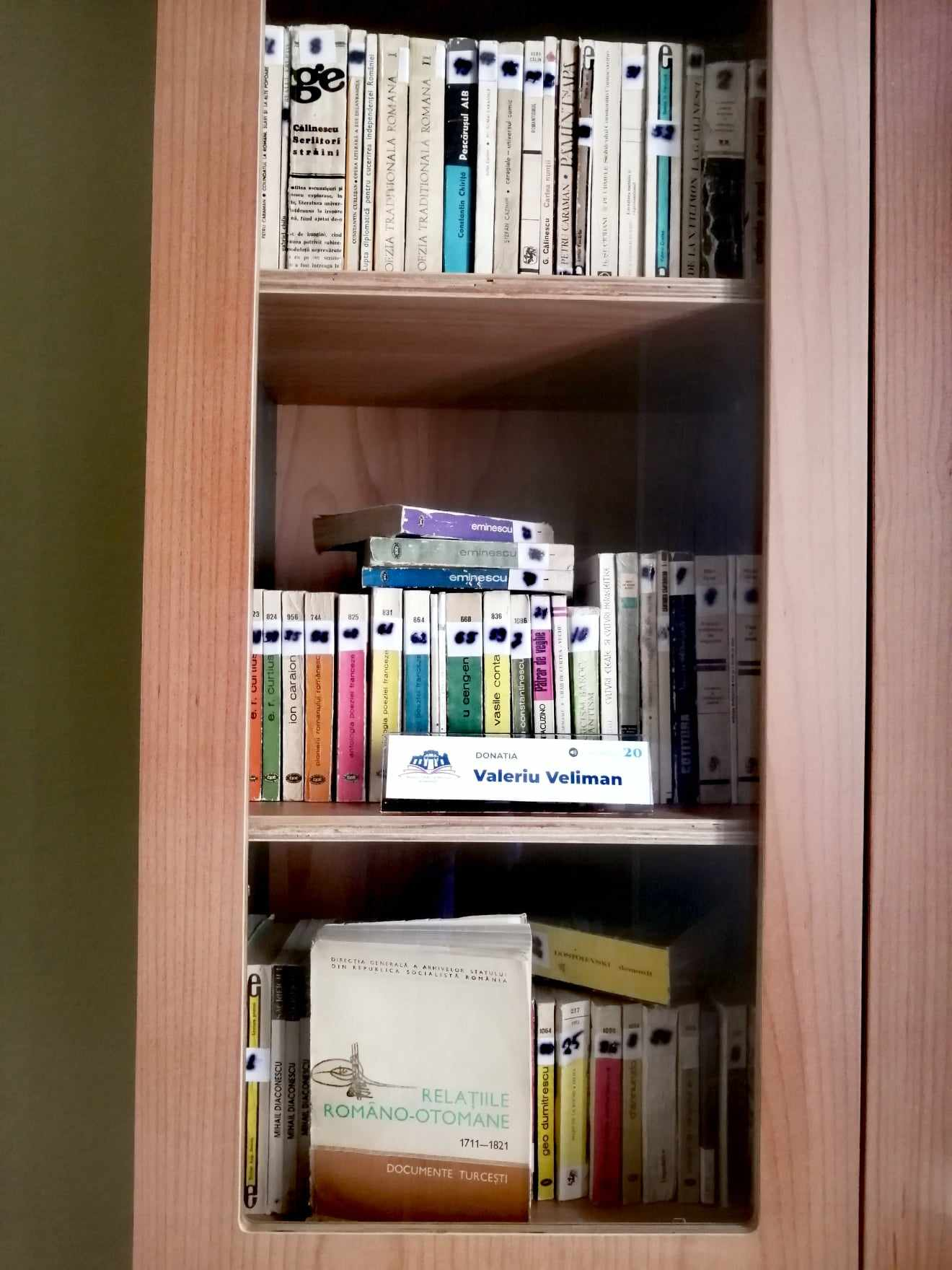
Expoziție Valeriu Veliman

Valeriu Veliman (1 martie 1947 – 1999) a fost un turcolog de renume mondial, ambasador al României la Ankara (Turcia) și la Astana (Kazahstan).
Colecția cuprinde volume de carte dedicate domeniului istoriografic, dar și cărți din literatura universală. Pe lângă volumele de specialitate care tratează chestiuni specifice de istoriografie turcă, precum Milletler Arasi turkoloji kongresi (Congresul internațional de turcă), colecția însumează antologii literare și volume de cercetare asupra culturii turcești (autori precum Kaplan Mehmet sau Hazirladigi Okuyucularin).
Acestora se adaugă manuscrisele istoricului și microfilme cu documente osmane, o bună parte dintre acestea fiind publicate în opera sa de referință, Relațiile româno-otomane (1711–1821). Documente turcești (București, 1984).

### Colecția „Mircea Eliade”

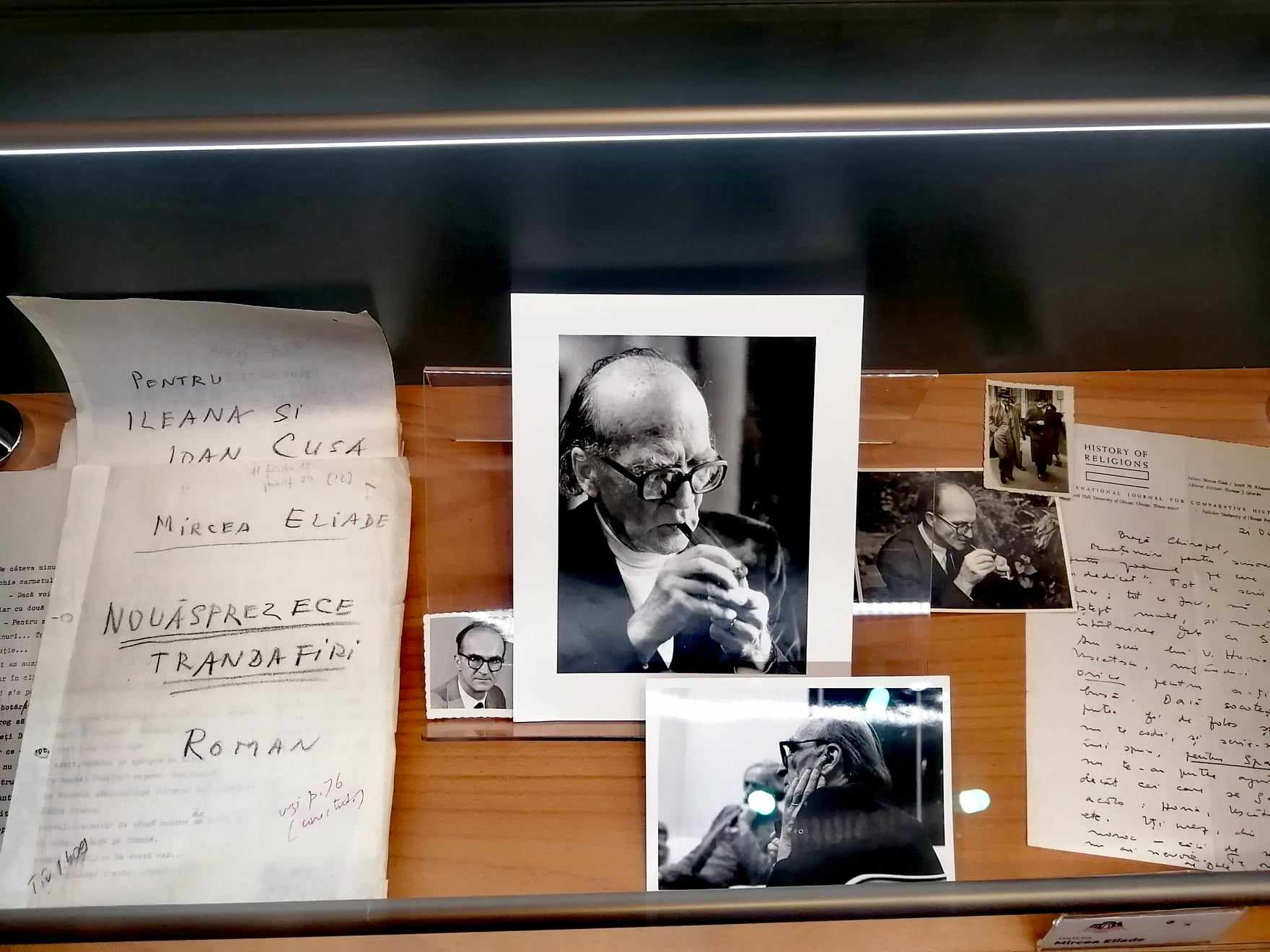
Expoziție Mircea Eliade

Mircea Eliade (9/22 martie 1907 – 22 aprilie 1986) a fost un istoric al religiilor, scriitor de ficțiune, filozof și profesor de origine română la Universitatea din Chicago, din 1957, titular al catedrei de istoria religiilor Sewell L. Avery din 1962, naturalizat cetățean american în 1966, onorat cu titlul de Distinguished Service Professor, autor a 30 de volume științifice, opere literare și eseuri filozofice traduse în 18 limbi și a circa 1200 de articole și recenzii cu o tematică variată.
Colecția aflată în patrimoniul Muzeului Cărții și Exilului Românesc este formată din numeroase cărți în ediții rare, cu autograf și dedicație pentru diferite personalități, precum și fotografii, manuscrise, documente, corespondența lui Eliade cu personalități din țară sau din străinătate, precum Mihail Sebastian, Constantin Noica, Șerban Cioculescu, Giovanni Papini, Maharajahul de Kasimbazar, Surendranath Dasgupta. Printre alte exemplare deosebite aflate în colecție se numără Note pentru problema răului (manuscris, 23 de file) și manuscris al Conferinței despre Hasdeu.

### Colecția „Emil Cioran”
Emil Cioran (8 aprilie 1911 – 20 iunie 1995) a fost un filozof și scriitor român, devenit apatrid și stabilit în Franța, unde a trăit până la moarte fără să ceară cetățenia franceză.
Printre manuscrisele și documentele din patrimoniul Muzeului Cărții și Exilului Românesc se află un caiet manuscris al cărții Amurgul gândurilor (43 de file), dar și corespondență, fotografii sau documente personale, un ansamblul fotografic inedit care cuprinde o serie de portrete alb-negru ale lui Emil Cioran, surprins în intimitatea locuinței sale din Paris, în varii ipostaze intelectuale sau alături de partenera sa de viață, Simone Boué, fotografii realizate de fotograful mexican Rogelio Cuéllar.

### Colecția „Ileana și Romulus Vulpescu”

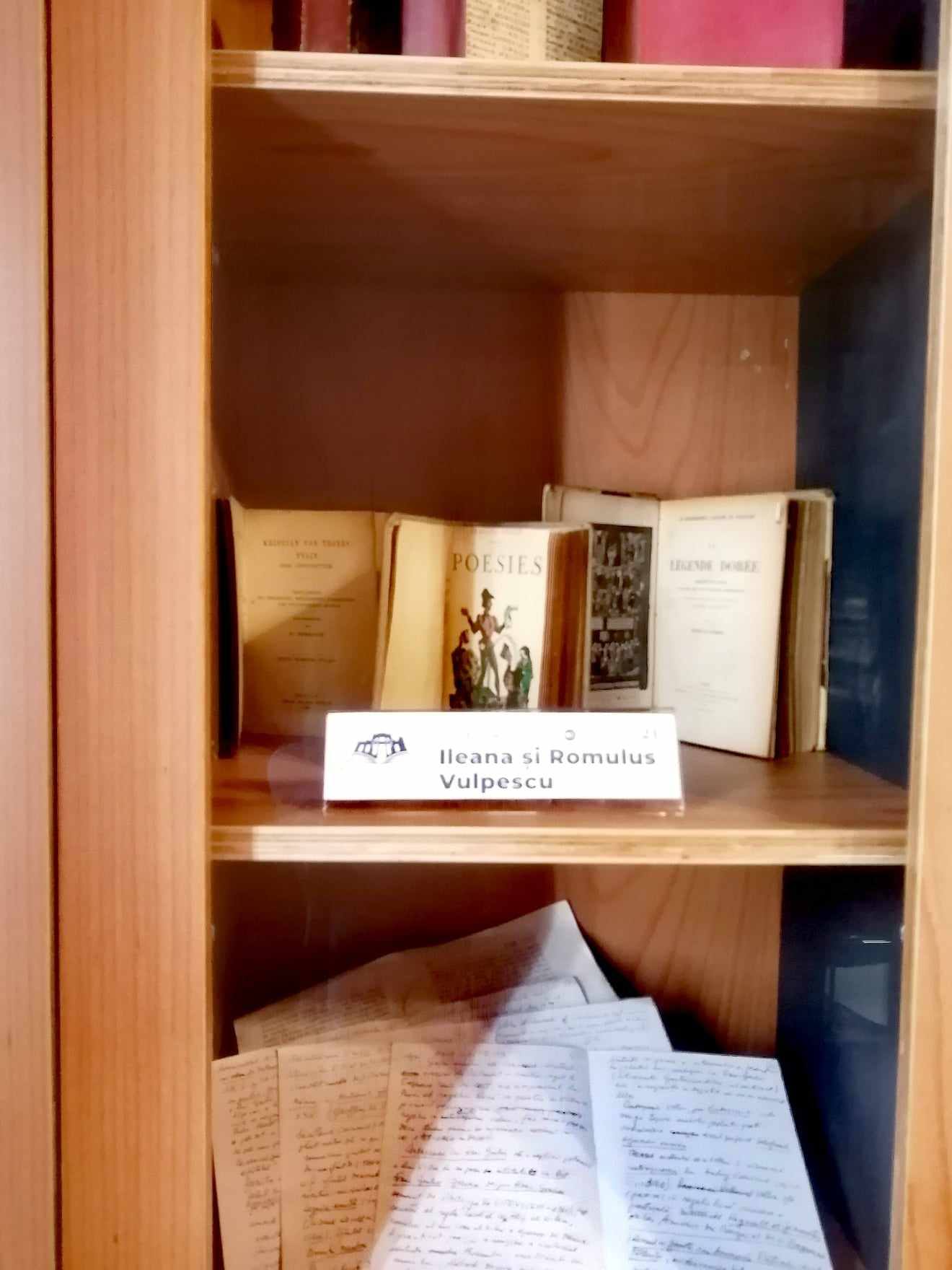
Expoziție Ileana și Romulus Vulpescu

Ileana Vulpescu (21 mai 1932 – 12 mai 2021) a fost o filologă, lexicografă, prozatoare, romancieră și traducătoare română, căsătorită cu Romulus Vulpescu (5 aprilie 1933 – 18 septembrie 2012) poet, scriitor, traducător, editor, publicist și politician român.
Colecția „Ileana și Romulus Vulpescu” cuprinde opera semnată de cei doi autori, beletristică și traduceri, volume bibliofile, cărți rare scrise în limba franceză, din domeniul filologiei, cărți ale personalităților culturii franceze și traduceri în limba franceză ale autorilor din România. Fondul de carte în limba franceză este reprezentat de: Pierre de Ronsard, Molière, Jean Racine, Victor Hugo, Charles Exbrayat, Gérard de Villiers, François Rabelais și François Villon. Pe lângă studiile clasice de istorie a artei, istorie a literaturii și limbii, există și lucrări de istorie a muzicii și artelor frumoase: Histoire générale de la musique (Wanda L. Landowski), Histoire générale des beaux-arts (Roger Peyre).

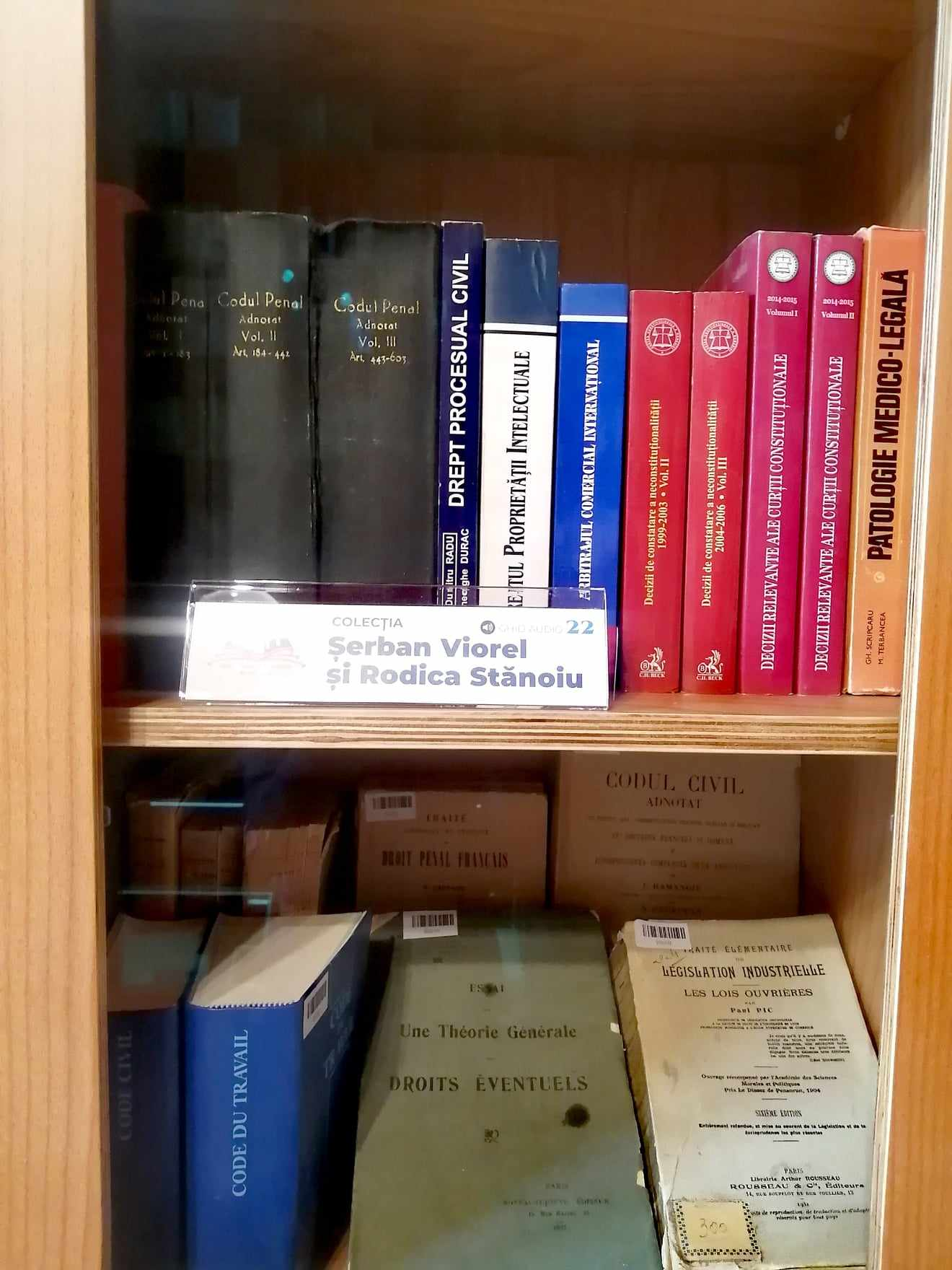
Expoziție Șerban Viorel și Rodica Stănoiu

### Colecția „Șerban Viorel și Rodica Stănoiu”
Șerban Viorel Stănoiu (20 septembrie 1940 – 26 februarie 2017) a fost un jurist român, care a îndeplinit demnitatea de judecător la Curtea Constituțională a României (2001–2007). A fost căsătorit cu Rodica Stănoiu (n. 10 mai 1939), femeie politician și profesoară universitară română.
Colecția cuprinde cărți reprezentative în domeniul juridic, semnate de Rodica Stănoiu, precum și cărți vechi, ediții princeps ale unor autori precum Mircea Eliade, Martha Bibescu, Georges Duhamel sau Charles Gidel.

### Colecția „Academician Dan Berindei”
Dan Berindei (3 noiembrie 1923 – 23 decembrie 2021) a fost un istoric român, doctor în istorie, membru titular al Academiei Române (din 1992). Din 1996 a fost președintele Secției de Științe Istorice și Arheologie a Academiei Române, iar din 2006 vicepreședinte al Academiei Române.

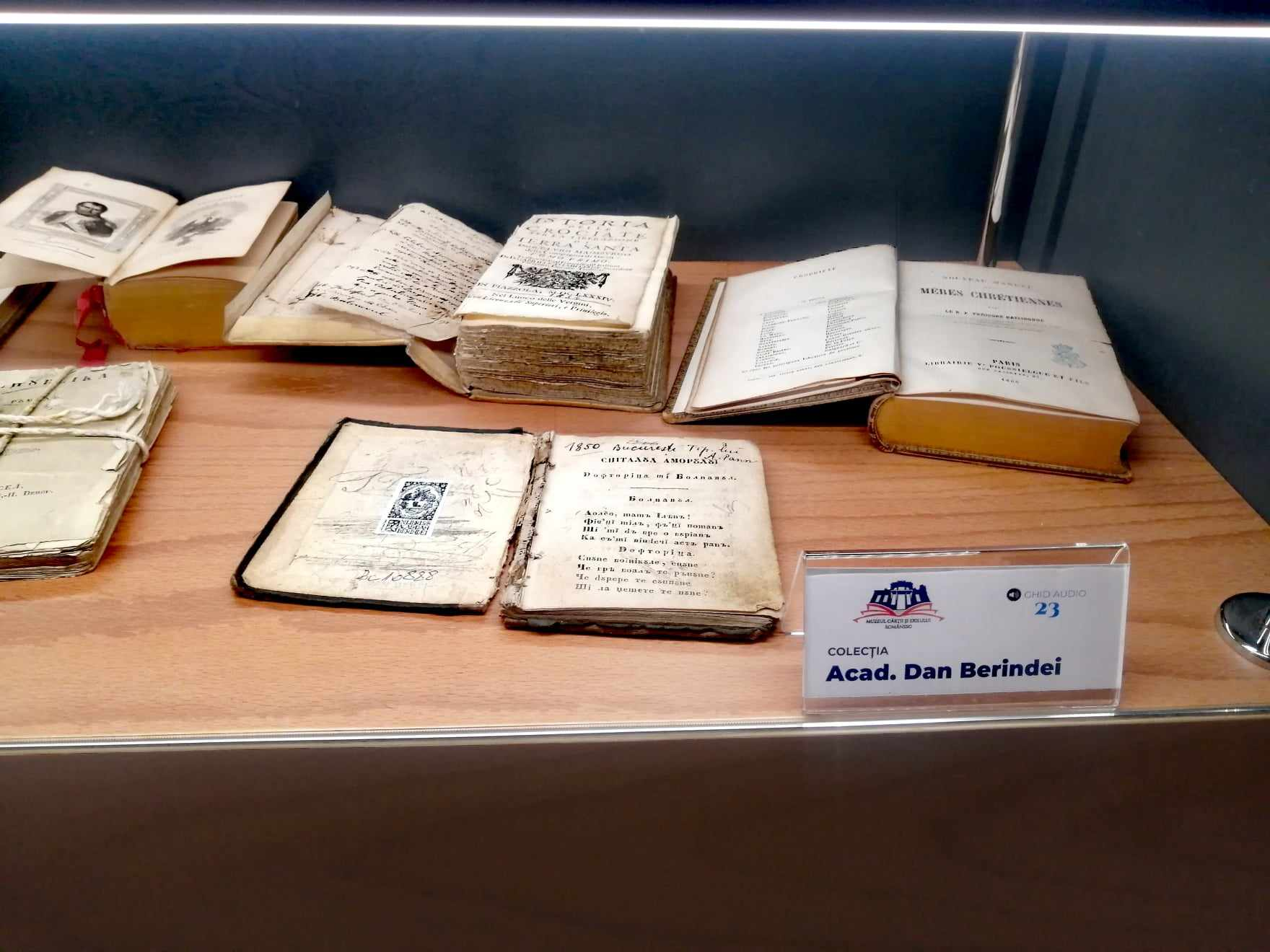
Expoziție Dan Berindei

Colecția „Academician Dan Berindei” este formată din biblioteca personală a istoricului, din care fac parte zeci de mii de volume din diverse domenii. Cel mai bine reprezentat în cadrul acestei colecții este domeniul istoriei, cu ediții de documente vechi, ce abordează tematici diverse, de la istoria politică și socială a secolului al XIX-lea, până la istoria diplomației și a relațiilor internaționale. Fondul de carte cuprinde studii și documente referitoare la personalități istorice importante, studii generale de istorie și documente ce au în vedere diferite regiuni ale țării, precum: Carte de la Valachie et de la Moldavie comprenant aussi la Bessarabie, la Transilvanie et la Bukovine: harta, F Fried, Artaria & Comp. Editeurs, Vienne, 1859; Osservazioni storiche naturali, e politiche intorno la Valachia, e Moldavia, Presso Gaetano Raimondi Con Licenza de`Superiori, Napoli, 1788; Culegere de tractate de pace: încheiate între Înnaltele Curți, Otomană și Rusească, cum și de alte osebite acte, atingătoare de Prințipatele Valahiei și Moldaviei, traduse în limba romînească de M. Chifalov, tipărit în Tipografia lui Iosef Copainig, București, 1850. În plus, colecția „Correspondance de Napoléon I-er” (32 de tomuri),  publicate la editura Plon, Henri & Dumaine, Paris, între anii 1858-1870, este o parte importantă din patrimoniul muzeului.

### Colecția „Academician Dinu C. Giurescu”

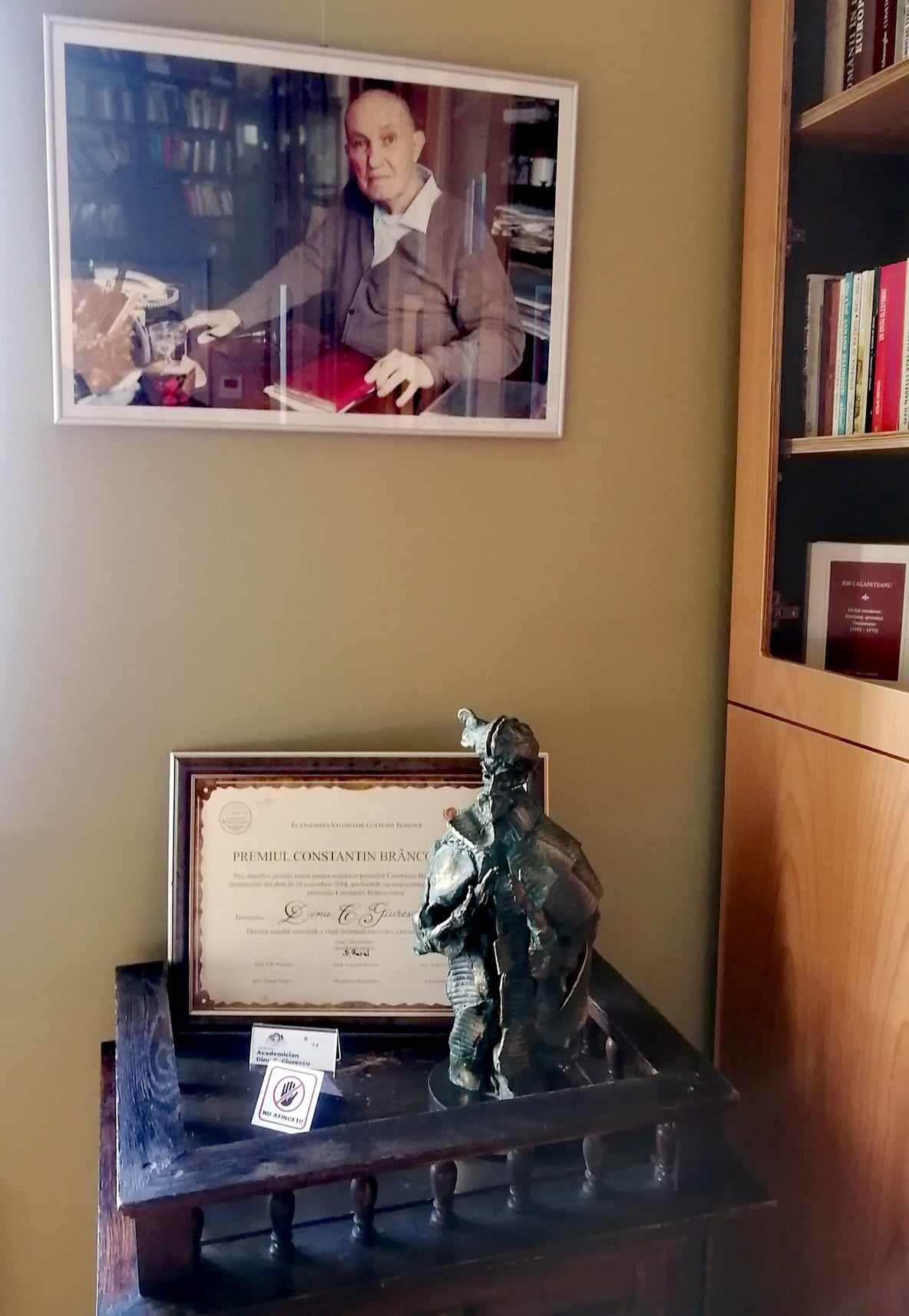
Expoziție Dinu C. Giurescu

Dinu C. Giurescu (15 februarie 1927 – 24 aprilie 2018) a fost un istoric și politician român, membru titular al Academiei Române, deputat în Parlamentul României și vicepreședinte al Partidului Conservator.
Colecția este formată din exemplare bibliofile, cu autografele sau dedicațiile autorilor, dar și manuscrise, corespondență, publicații periodice, documente, afișe, pliante, invitații la manifestări culturale de prestigiu ori diverse obiecte de valoare ale familiei, fotocopii după diverse documente diplomatice, transmise înainte de 1989 de la Ambasada Statelor Unite ale Americii la București către Departamentul de Stat de la Washington, plachete, medalii și distincții care i-au fost conferite de-a lungul timpului pentru întreaga activitate științifică și academică, printre care Premiul „Constantin Brâncoveanu” pentru o viață închinată cercetării trecutului poporului român (2014) și Diploma Jubiliară și Medalia de Aur din partea Academiei Oamenilor de Știință din România (2017).

### Donația „Ștefan Ștefănescu”
Ștefan Ștefănescu (24 mai 1929 – 29 decembrie 2018)  a fost un istoric român, membru titular al Academiei Române.

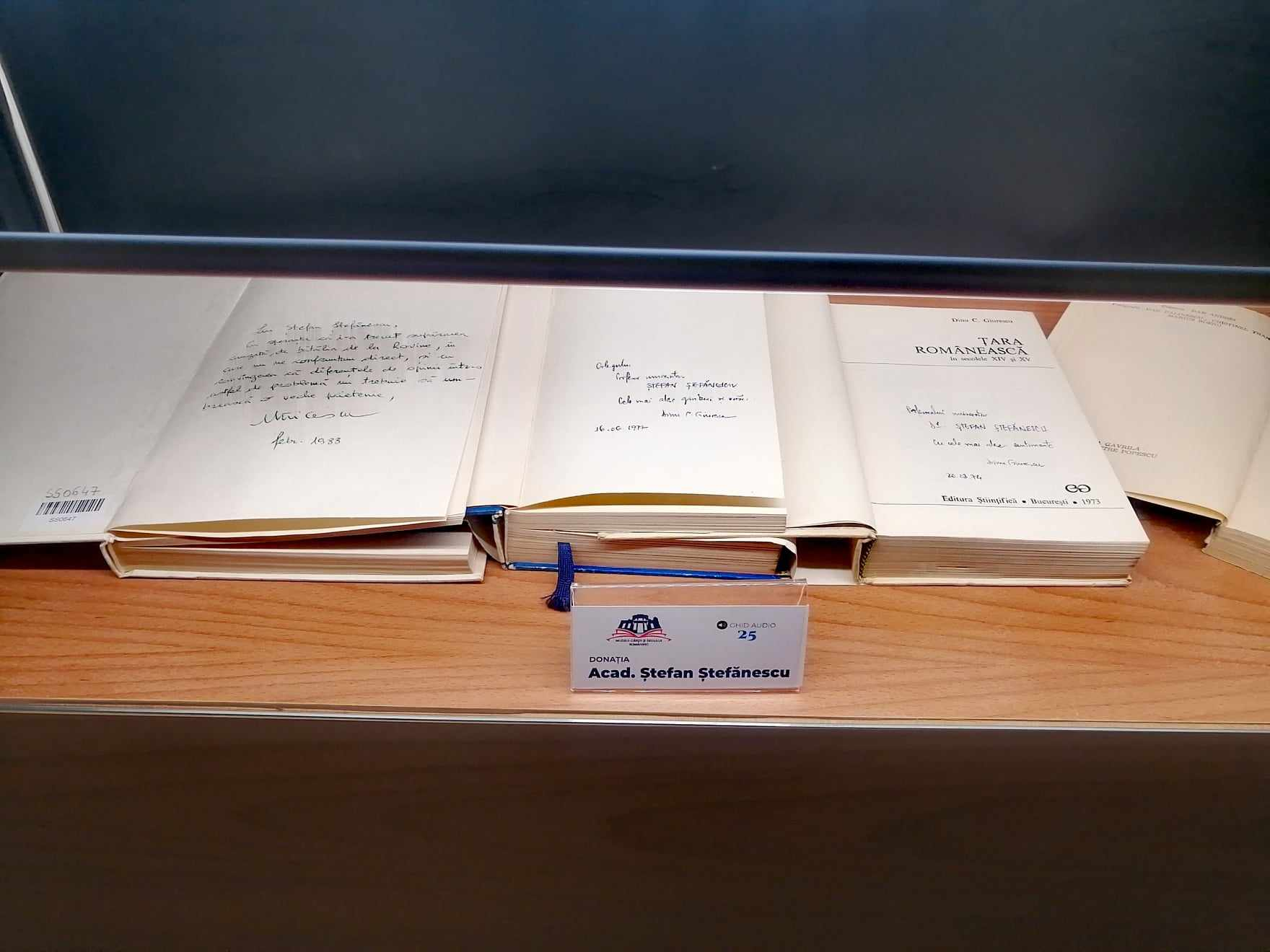
Expoziție Ștefan Ștefănescu

Muzeul Cărții și Exilului Românesc deține, în cadrul acestei colecții, volume de cultură și civilizație, manuscrise, extrase de carte și publicații periodice, volume de istorie medievală și premodernă a României, cărți în limbi străine, obiecte personale, fotografii sau corespondență.

### Donația „Institutul Român/Biblioteca Română din Freiburg”
Institutul Român – Biblioteca Română din Freiburg este una dintre cele mai vechi și prestigioase instituții ale exilului românesc postbelic, înființată la data de 1 mai 1949, de un grup de 15 exilați români, al cărei scop a fost crearea unor fonduri de carte și arhive cu publicații românești din exil, din țară și din cultura universală.
În colecția de la Muzeul Cărții și Exilului Românesc se află arhiva completă a postului de radio Europa Liberă, digitizată. documentele personale și manuscrisele lui Nicolae Romanescu, primar al Craiovei, precum și un manuscris cu memorii culturale, redactat în trei limbi, al Mariei Golescu, descendentă a familiei boierești Golescu. Colecția este întregită de cărți rare, tipărite în puține exemplare, cu o foarte slabă circulație în România, unele conținând autografe sau dedicații.

### Colecția „George Banu”
George Banu (22 iunie 1943 – 21 ianuarie 2023) a fost un teatrolog și profesor universitar român stabilit la Paris. Din martie 2013 a fost membru de onoare al Academiei Române.
Colecția „George Banu” cuprinde volume cu autograf sau dedicație de la personalități culturale, ceea ce le conferă și valoare bibliofilă, reviste, fotografii, documente, manuscrise, casete audio și video cu înregistrările unor importante spectacole din România și din Franța. Oferă o perspectivă amplă asupra exilului românesc din Paris și a receptării teatrului și a artelor vizuale din ultima jumătate a secolului al XX-lea.

### Colecția „Dumitru Milcoveanu”
Dumitru Milcoveanu (3 ianuarie 1914 – 31 ianuarie 1985) a fost un muzician, pedagog, compozitor și pianist român, stabilit în Franța.
Colecția este formată dintr-o variată gamă de partituri: muzică de cameră, de teatru, vocal–simfonică, simfonică, corală, vocală, schițe pentru anumite compoziții, studii teoretice, numeroase partituri cu însemnările olografe ale artistului, manuscrise în original ale poeziilor, scrieri literare și filozofice, precum și cele 3 simfonii: „Iluminata”, „Eroul anonim” și „Ecce Homo”, dedicată, în 1983, papei Ioan Paul al II-lea. La acestea se adaugă lucrările didactice ale profesorului Dumitru Milcoveanu.

### Colecția „Octav Calleya”
Octav Callleya (n. 1943) este un dirijor român, născut la Chișinău, cu o activitate muzicală impresionantă în Spania și, după 1990, recunoscută și în România. A fost dirijor șef al Orchestrei Simfonice din Málaga și al Orchestrei Filarmonicii din Málaga.

### Colecția „Horia-Dinu Nicolaescu”
Horia-Dinu Nicolaescu (n. 2 iulie 1941) este un muzician și dirijor român, profesor de muzică la două licee din orașele Nürnberg și München și dirijorul formației „Cico’s Jazz Orchester” din Geretsried, suburbie a orașului München.
Colecția include cărți (unele cu dedicații olografe), materiale audio, documente, afișe de spectacol, fotografii, corespondență oficială (texte olografe și dactilografiate), diplome originale, precum și diverse extrase din presa străină și românească, ce reflectă contribuția dirijorului român în jazz-ul contemporan, fotografii alb-negru și color, extrase din presa străină, scrise în limba germană, din perioada 1982-2022, făcând referire la evenimentele muzicale susținute de „Cico’s Jazz Orchester” sub conducerea sa dirijorală.

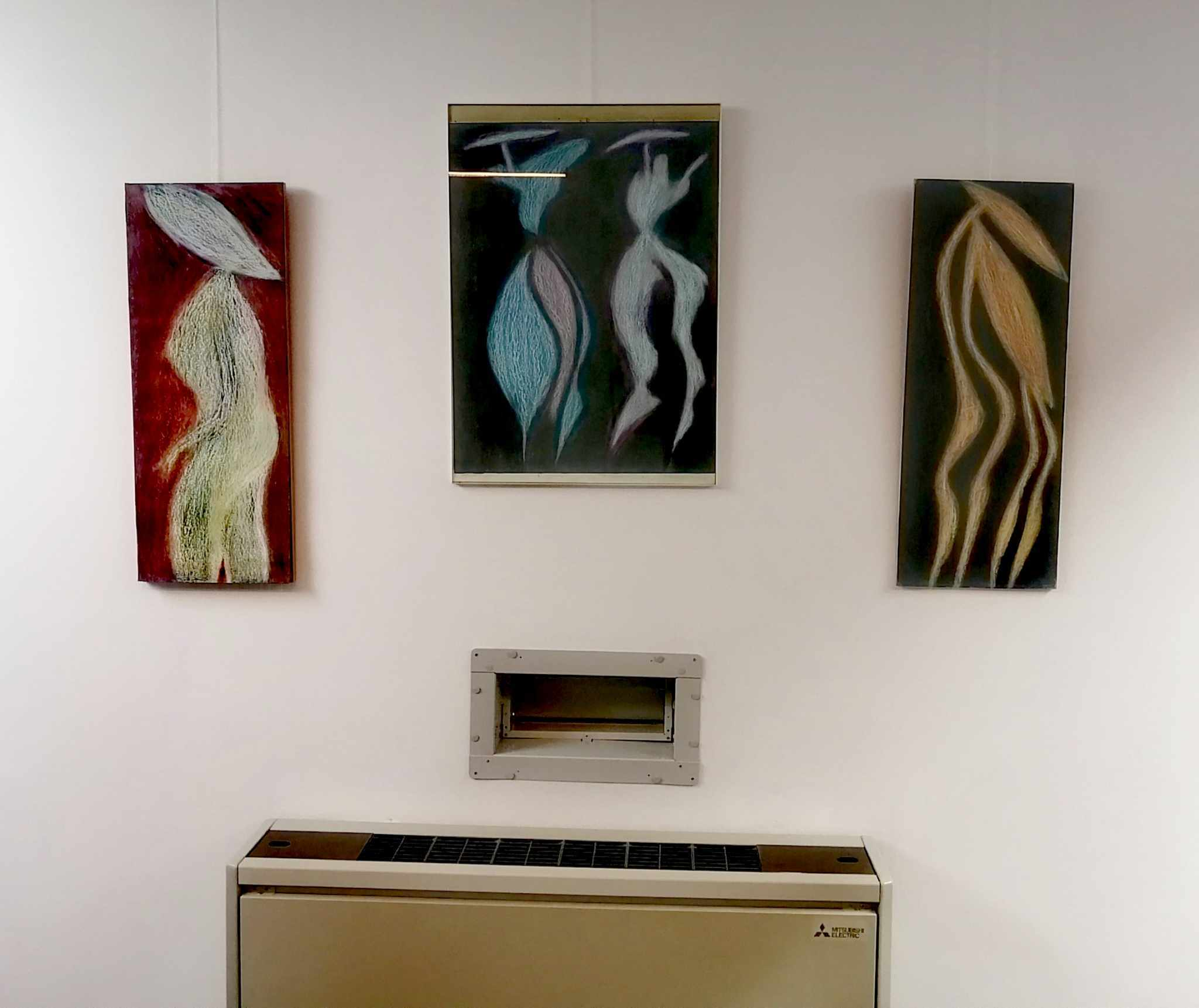
Expoziție Nicolas Adam

### Colecția „Nicolas Adam”
Nicolas Adam (13 iulie 1939 – 2022) a fost un pictor și scriitor român, stabilit în Franța. Colecția cuprinde peste 100 de tablouri ale pictorului (pictură, grafică, portrete), manuscrise, cărți, corespondență și fotografii.

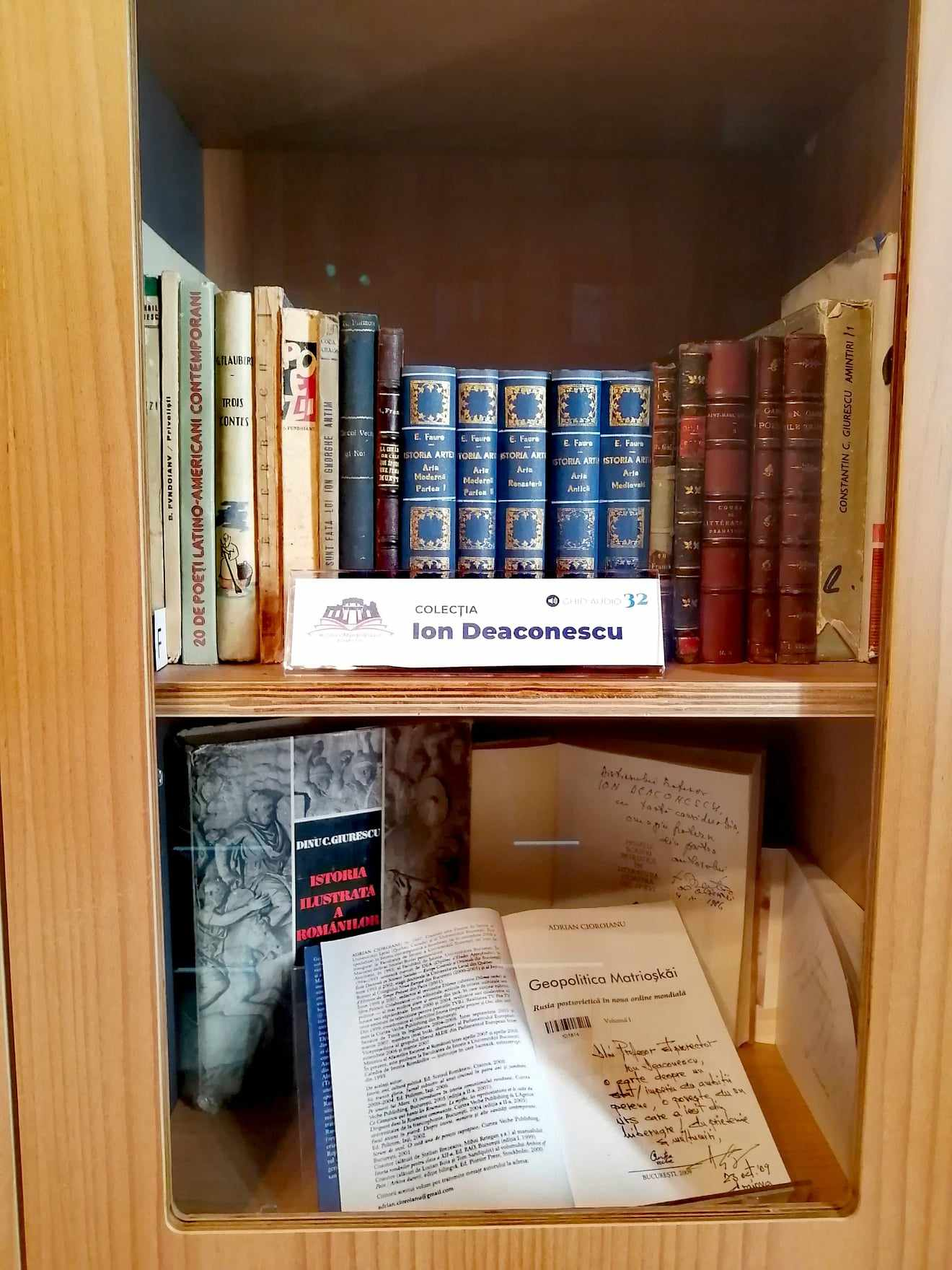
Expoziție Ion Deaconescu

### Donația „Ion Deaconescu”
Ion Deaconescu (n. 7 martie 1947) este un scriitor, diplomat, profesor și traducător român, membru în Uniunea Scriitorilor din România din 1996, în Asociația Ziariștilor din România, în International Association of Romanian Writers and Artists (S.U.A.), iar din 2003 în Consiliul de Cercetare și Avizare al Institutului American al Biografiilor.
În patrimoniul Muzeului Cărții și Exilului Românesc se află volume, majoritatea dedicate literaturii și culturii universale, în limba română, dar și în franceză, engleză, sârbă și italiană, ediții princeps și cărți cu valoare de patrimoniu, manuscrise cu poezii ale lui ion Deaconescu, precum și corespondența sa cu Emil Cioran și cu Vintilă Horia.

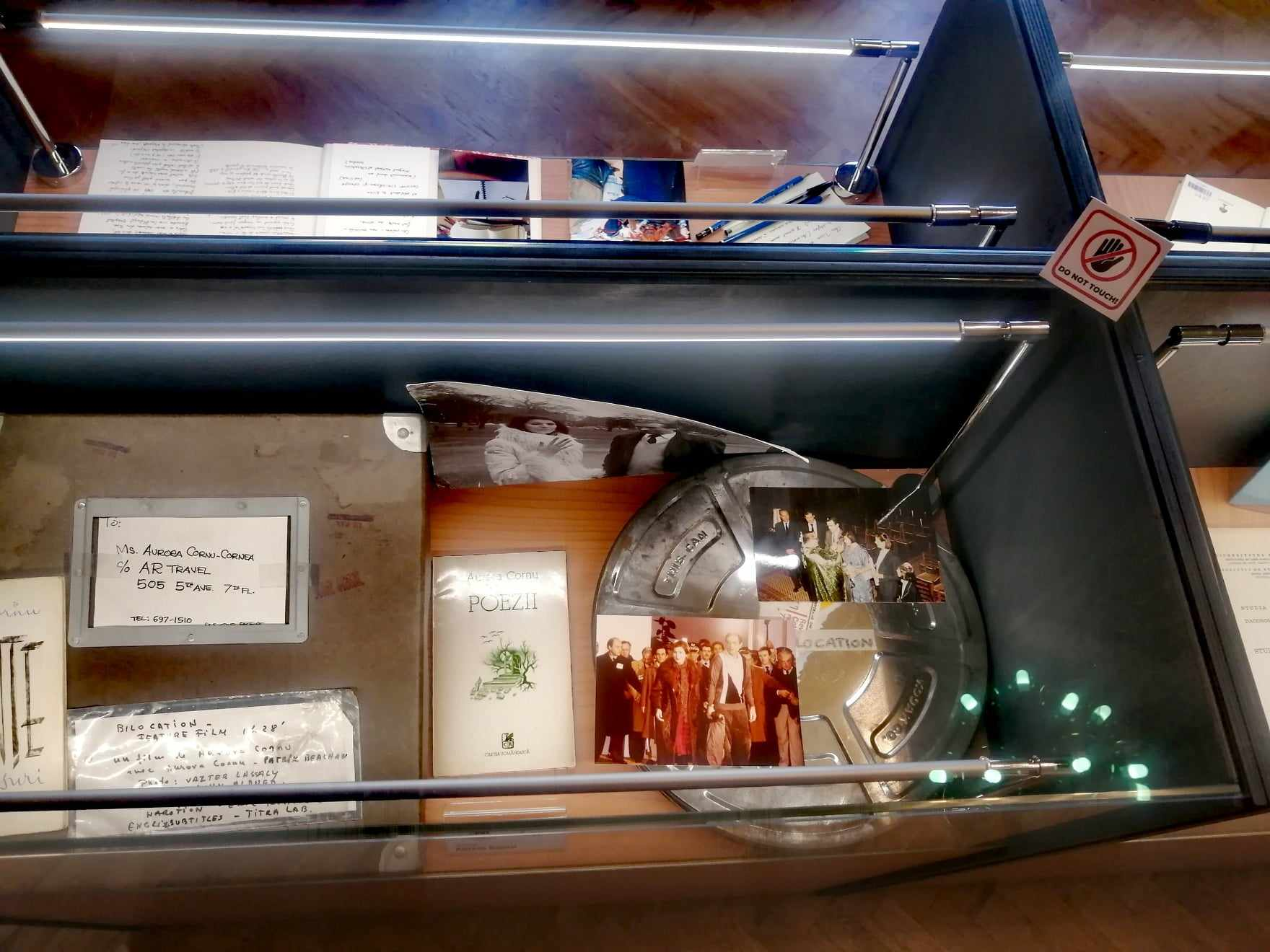
Expoziție Aurora Cornu

### Colecția „Aurora Cornu”
Aurora Cornu 6 decembrie 1931 – 14 martie 2021) a fost o scriitoare, actriță, regizoare de film și traducătoare română, stabilită în Franța.
Colecția „Aurora Cornu” conține cărțile scriitoarei, publicate în limba franceză (La Déesse au sourcil blanc, Editura Cornea, 1984 și Fugue roumaine vers le point C, 2005), volume din biblioteca personală, manuscrise inedite, precum și pagini de jurnal, la care se adaugă o vastă corespondență de familie, fotografii din arhiva personală, care o surprind pe Aurora Cornu în diverse ipostaze profesionale și familiale, înregistrări audio-video realizate pe diferite suporturi multimedia, mărturii ale activității cinematografice.

### Colecția „Miron Kiropol”
Miron Kiropol (1936 – 2020) a fost un poet, prozator, pictor și traducător român, stabilit în Franța.

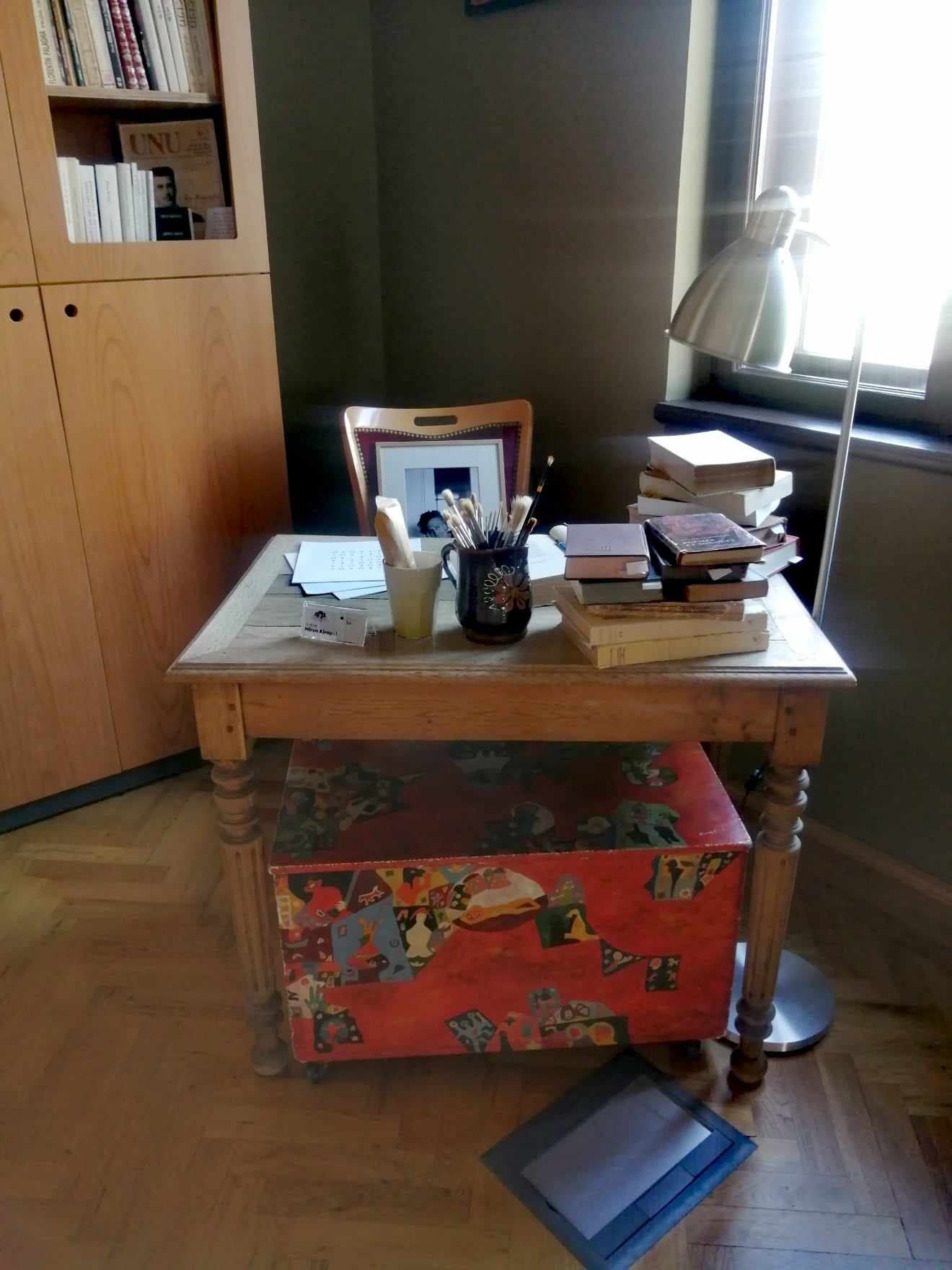
Expoziție Miron Kiropol

Colecția cuprinde cărți din biblioteca personală, manuscrise cu însemnări olografe: manuscrisul volumului Cerul ne-a întâlnit în pustie, semnat sub pseudonimul Ion Recrutul, apărut la Editura Junimea (1999); traducerea poemului „Deși nimic” de George Bacovia, cu specificația „poemul nu a fost publicat în volumul Plomb”; caiete manuscris denumite Poezii 1981 și Poezii 1983, ce conțin texte olograf în original, în limba română și limba franceză; manuscrisul volumului de traduceri Sonete. William Shakespeare; manuscrisul volumului de traduceri Poésies. Comment lire Eminescu en français, cu mențiunea „tapuscrit de traductions d’Eminescu”; manuscrisul volumului Numele pietrelor sfinte, cu mențiunea „manuscrit recopié par Miron”; manuscrisul volumului Fortăreața.
În afară de cărți, colecția cuprinde tablouri semnate de Miron Kiropol, fotografii personale și documente în original, obiecte personale, fotografii și corespondență cu personalități din țară și din exil: corespondența cu Vintilă Horia, George Uscătescu, Ileana Mălăncioiu, Ion Pop, Eugen Simion, Mircea Ciobanu, Monica Lovinescu și Virgil Ierunca, Constantin Abăluță, Ioan Țepelea, Constanța Buzea, Mircea Zaciu, Alexandru Sfârlea, Alex Dohi, Letiția Ilea și Magda Cârneci.

## Galerie imagini

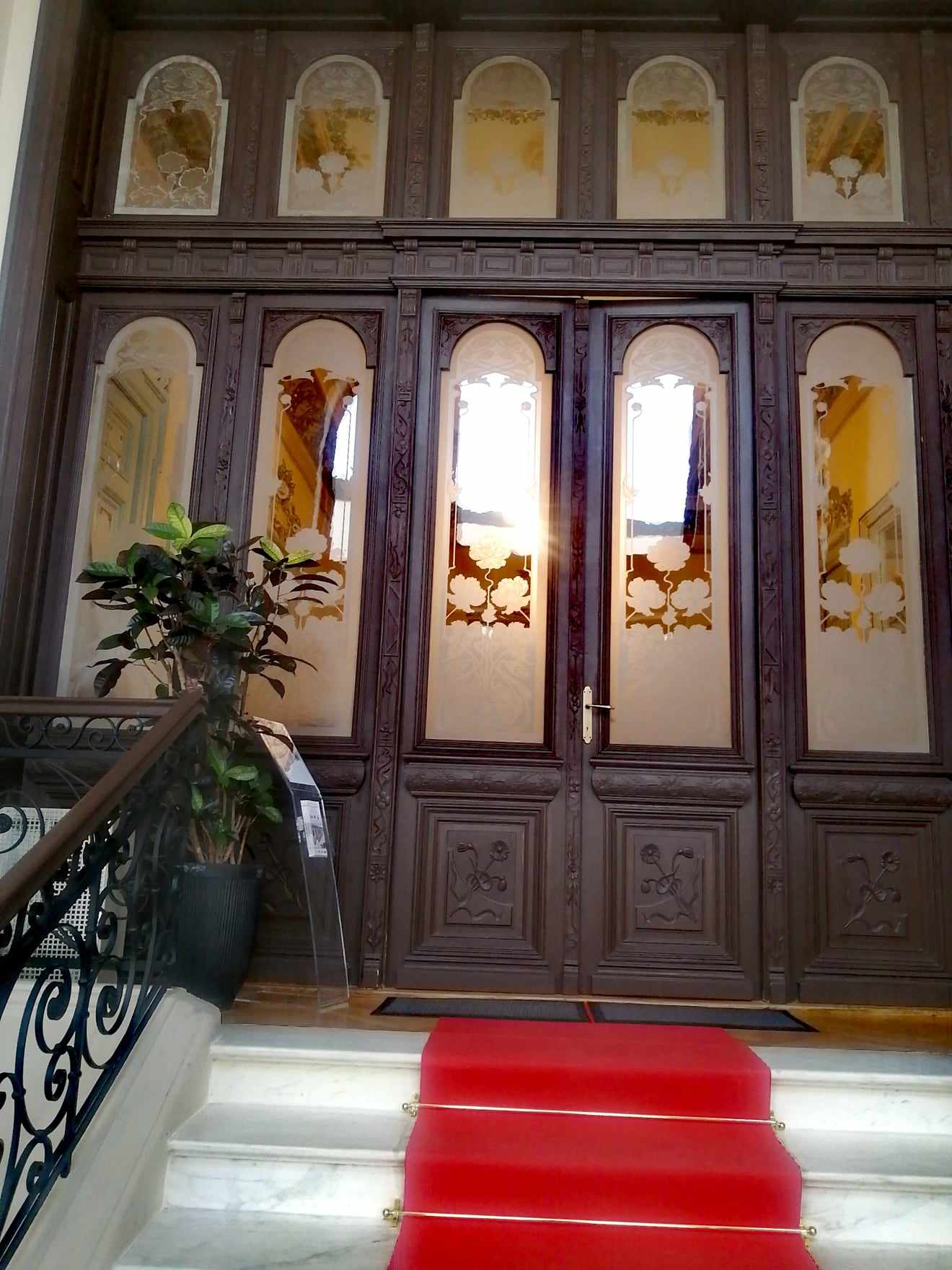
Intrare principală
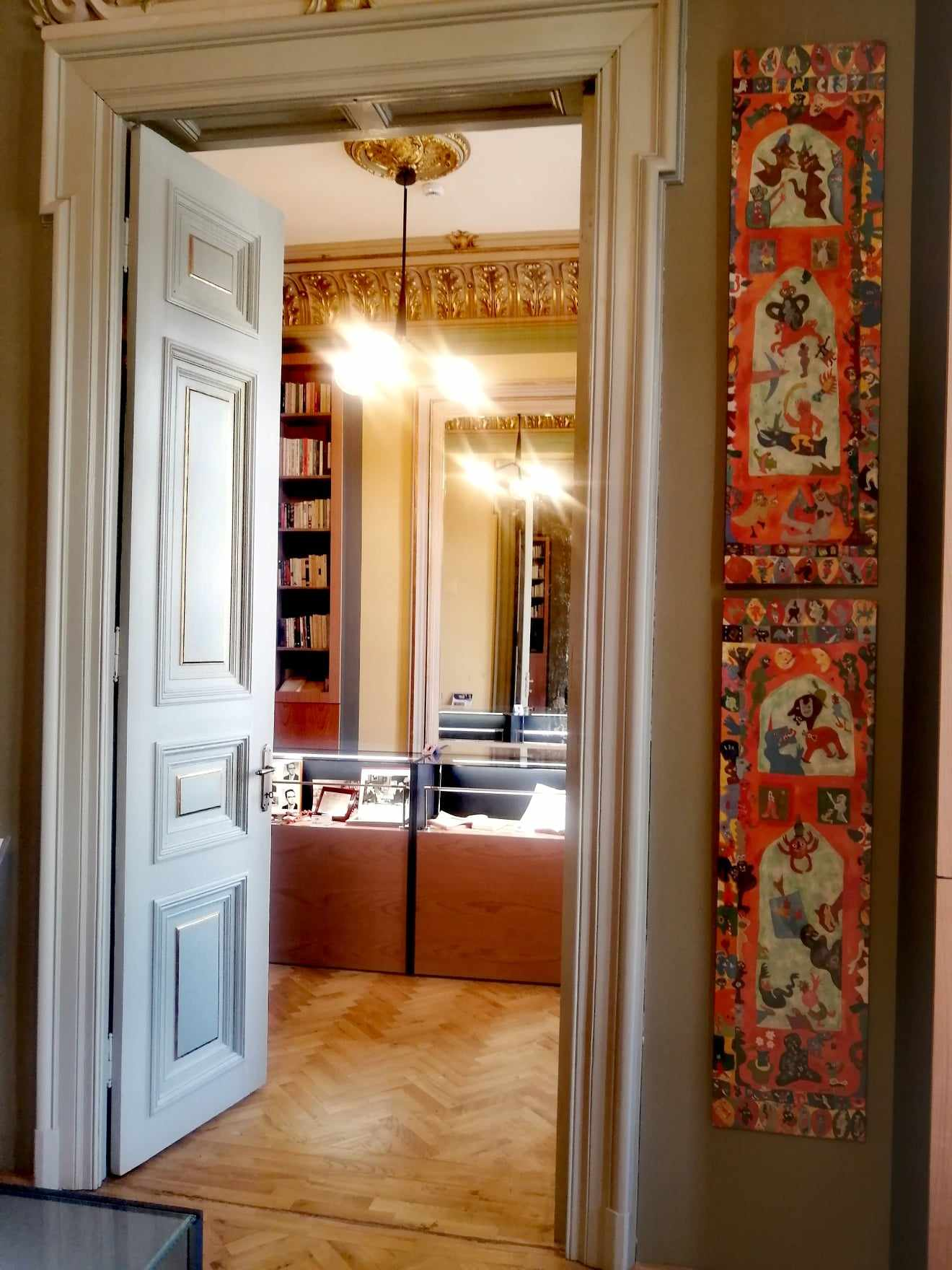
Sală de expoziții
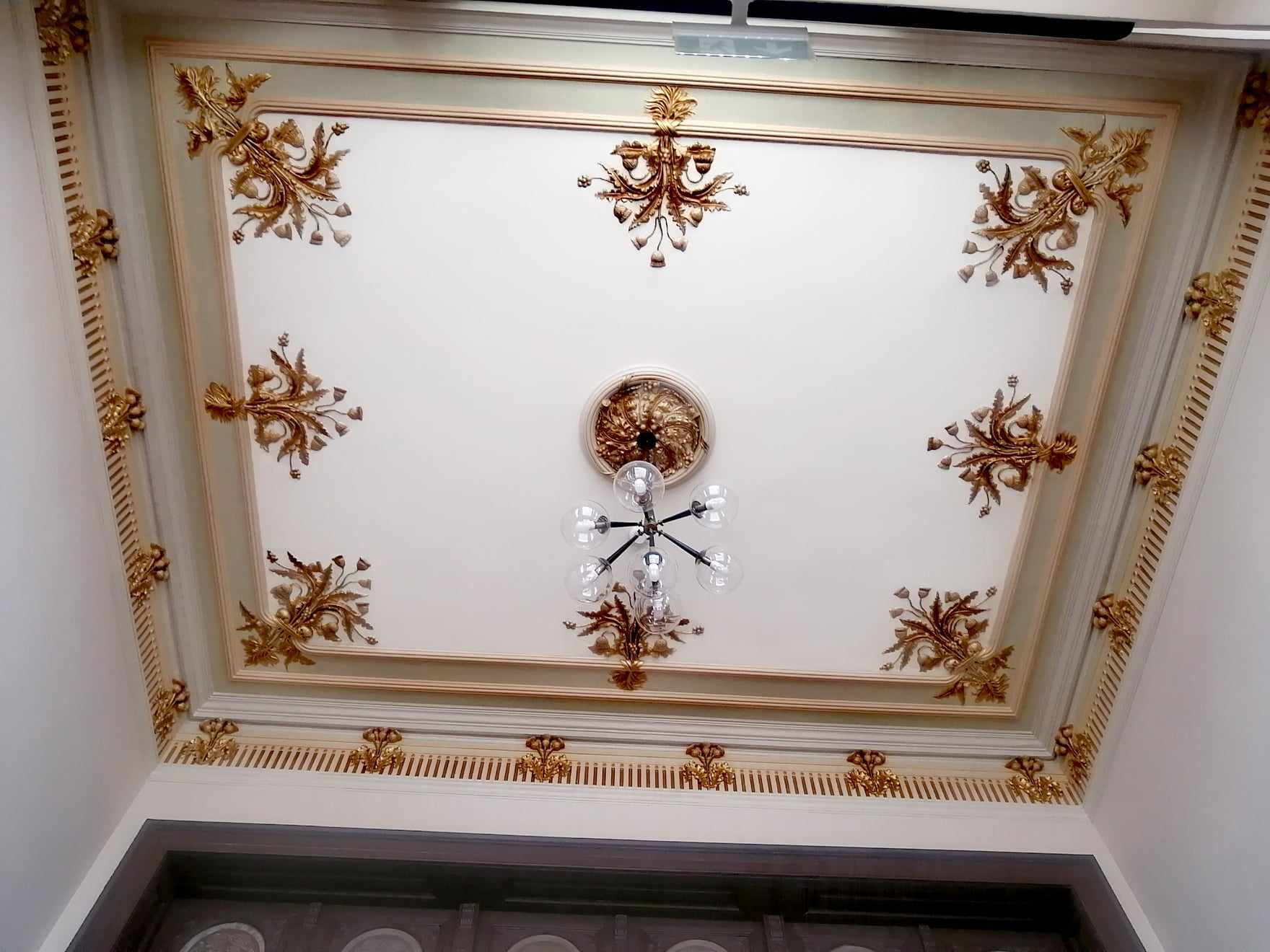
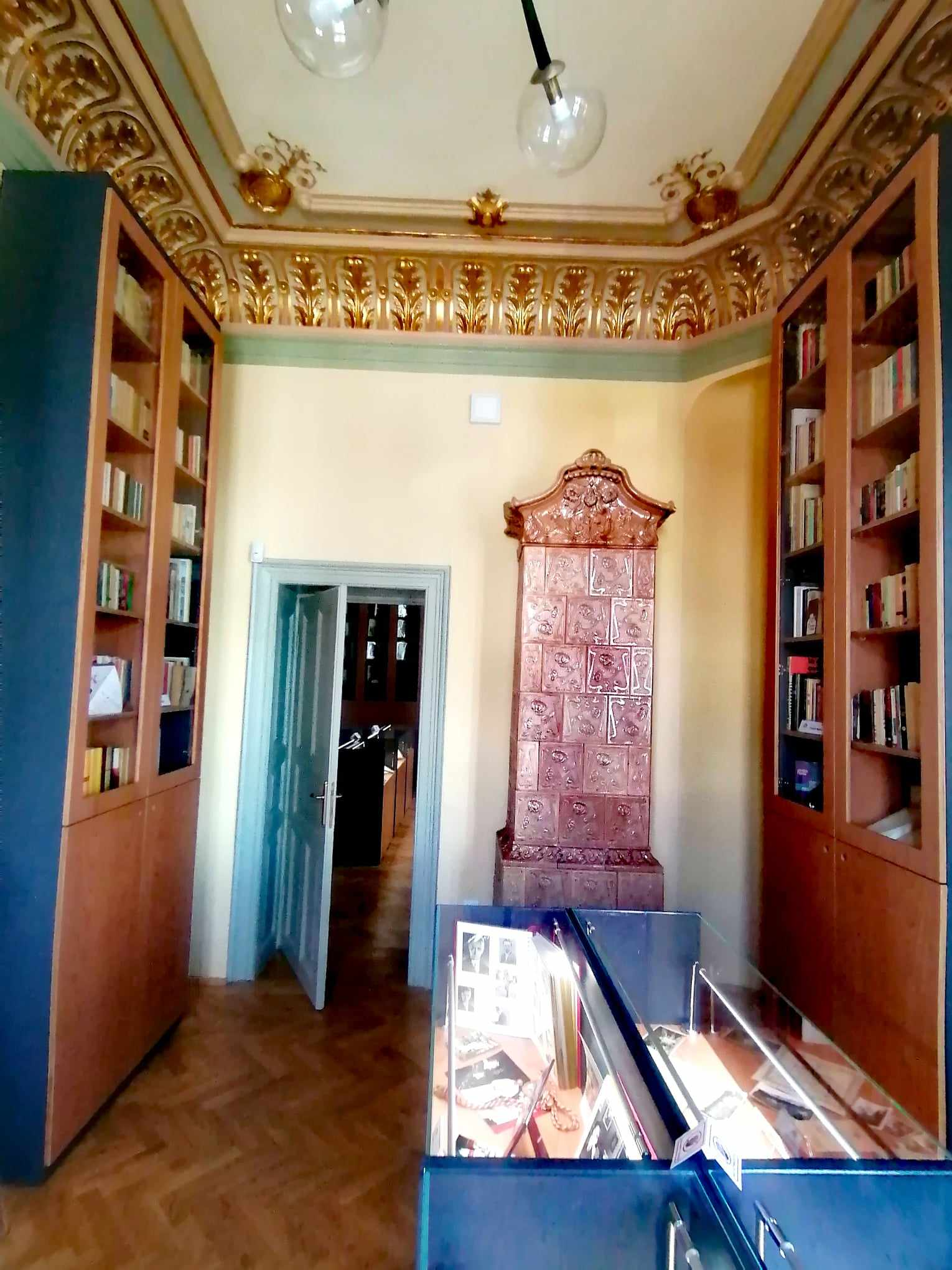
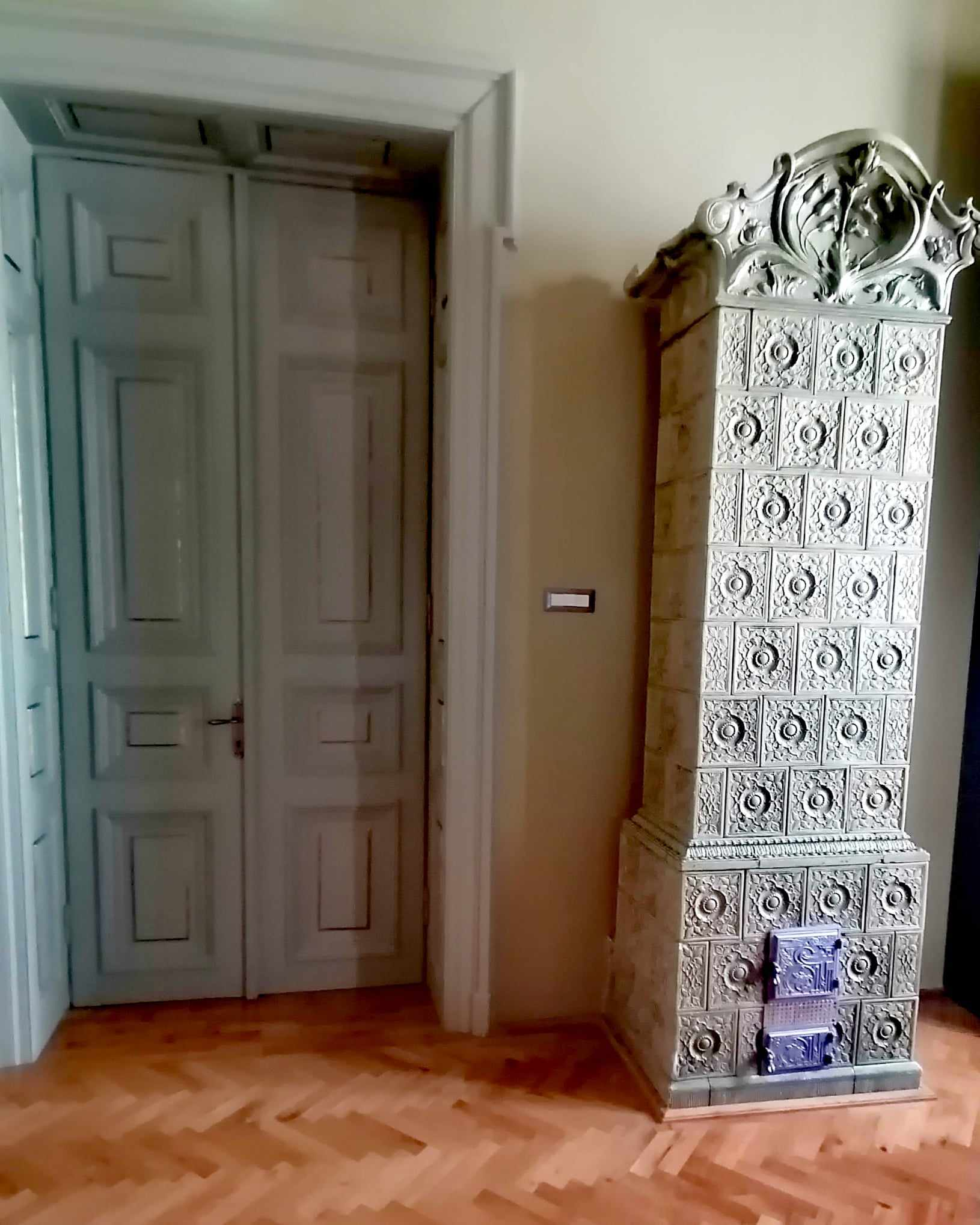
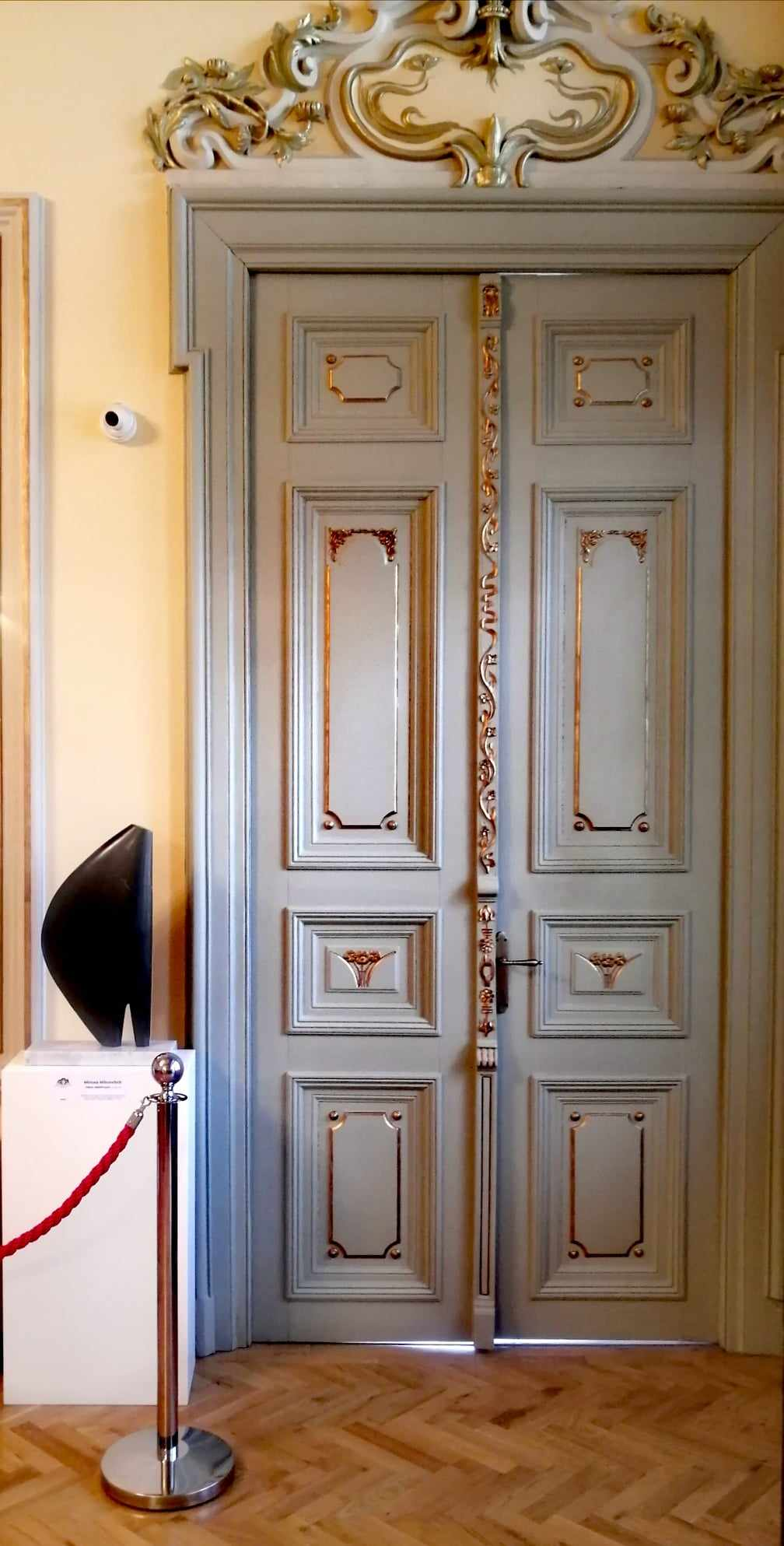
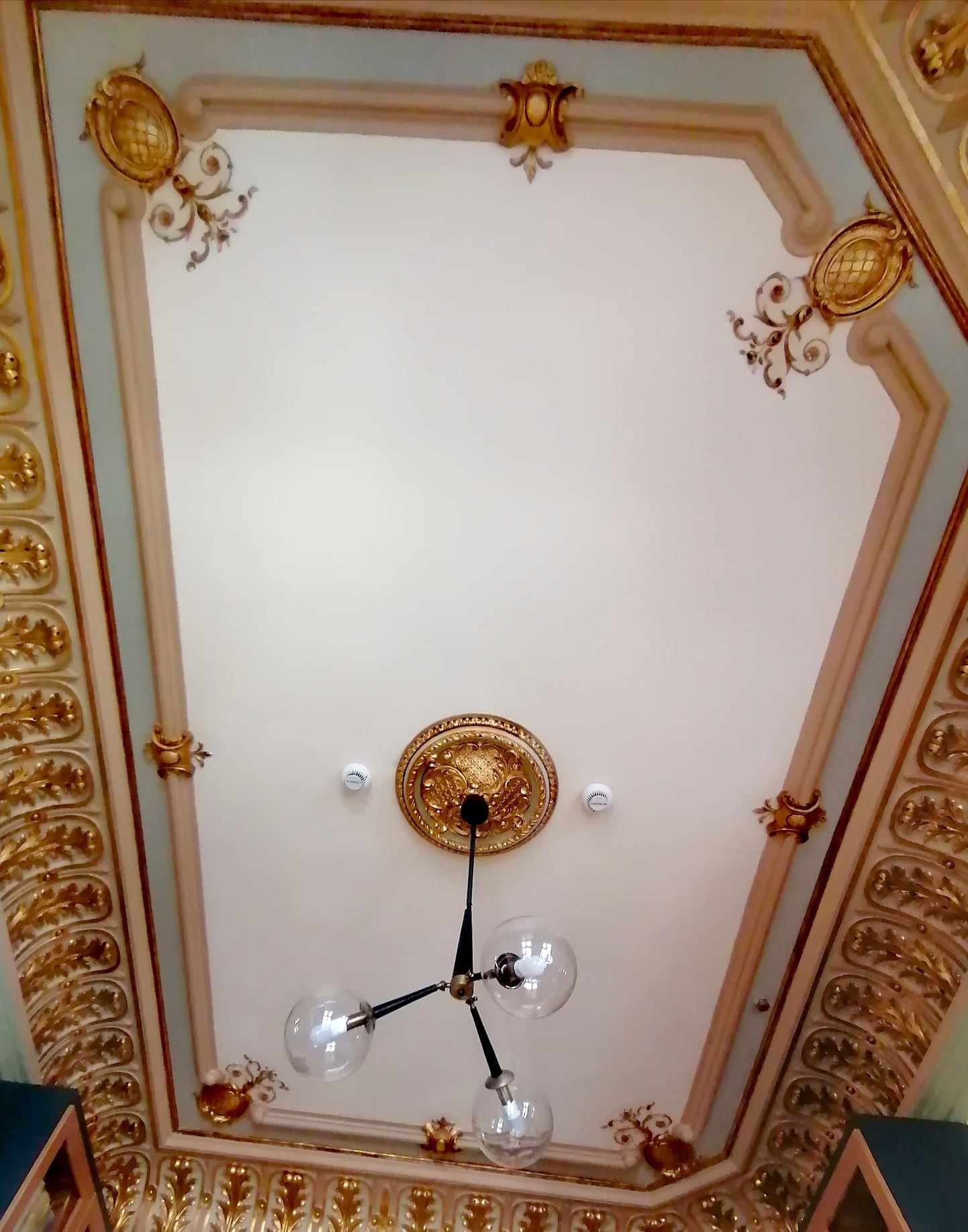
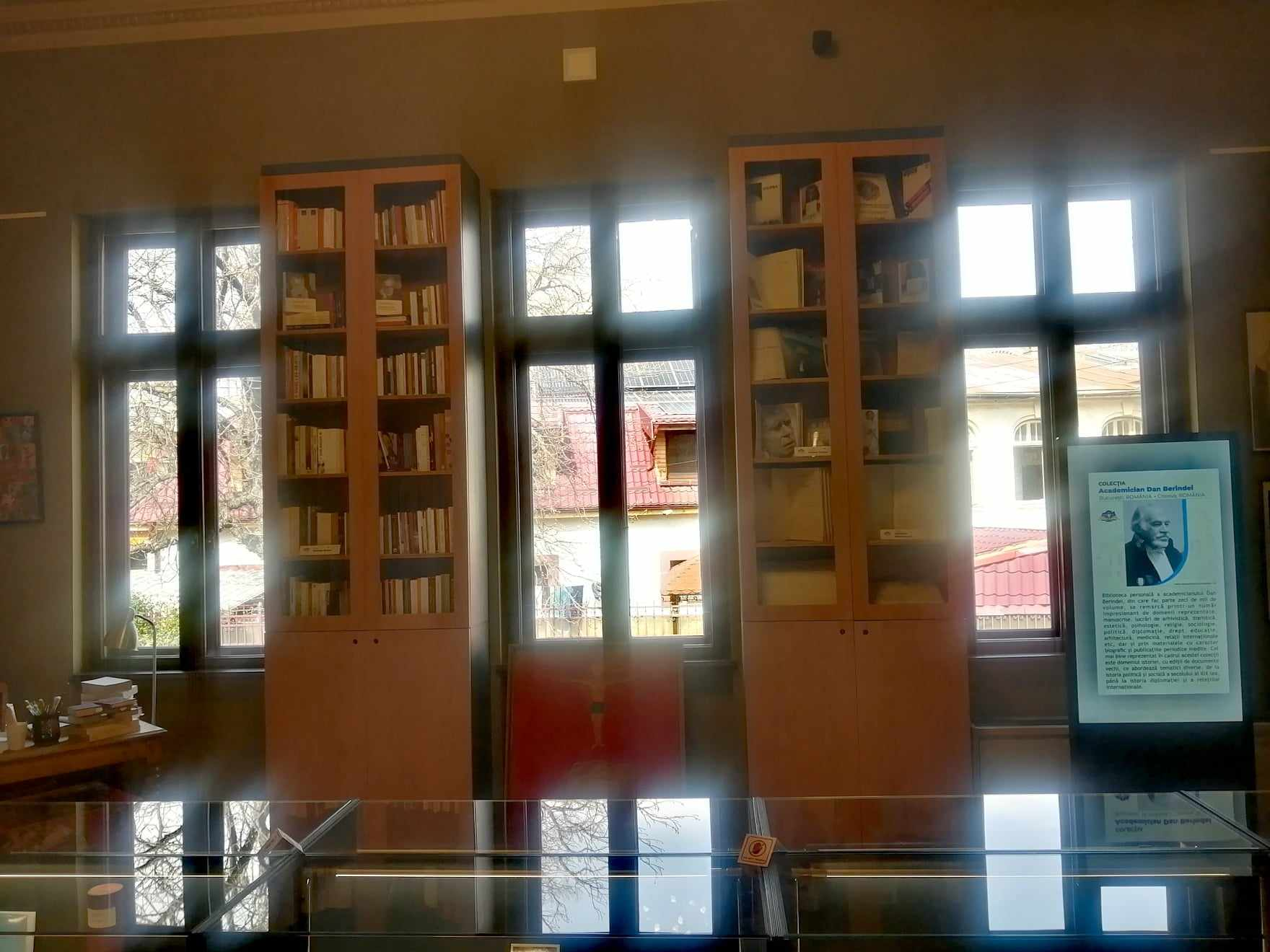
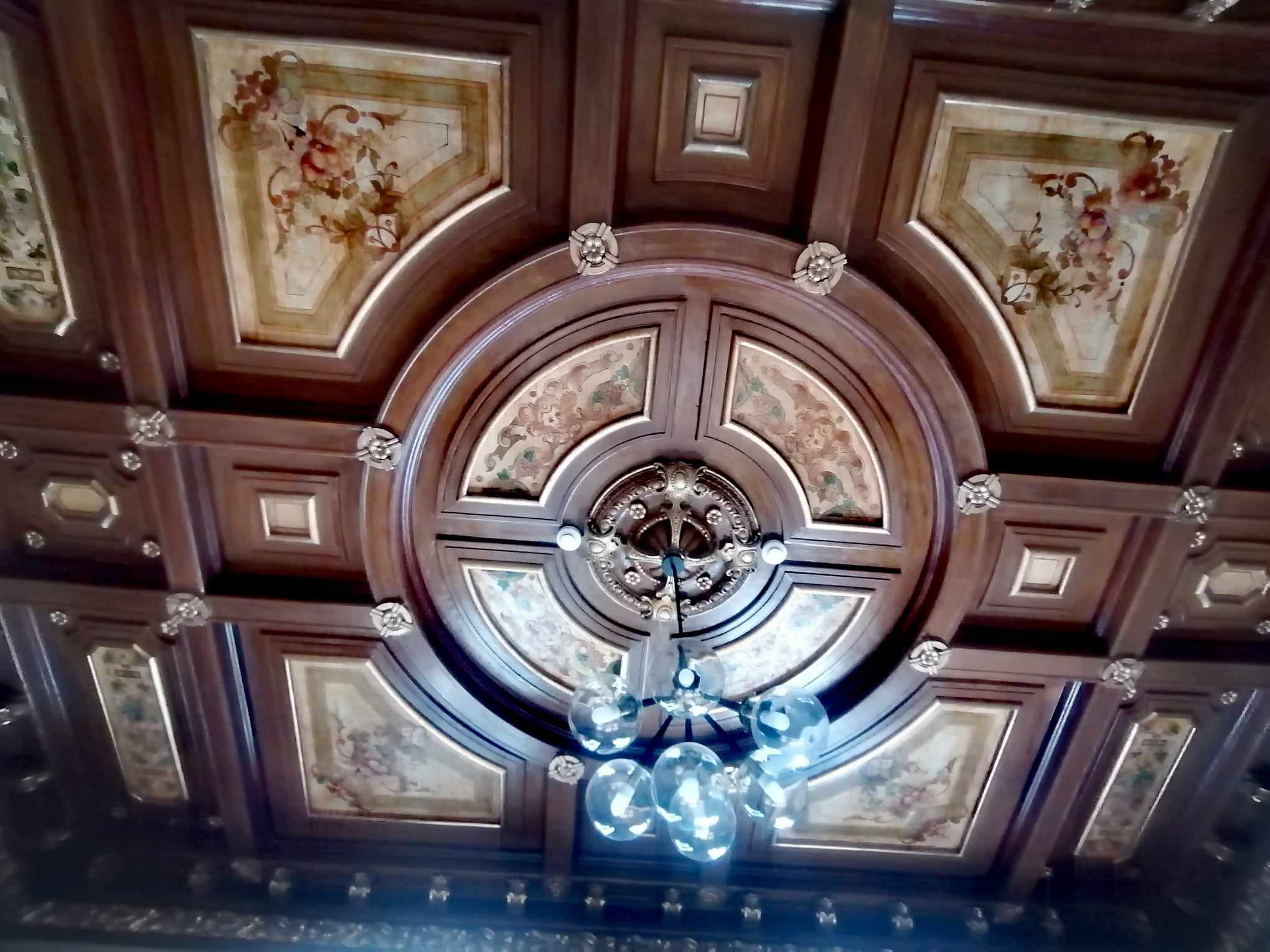
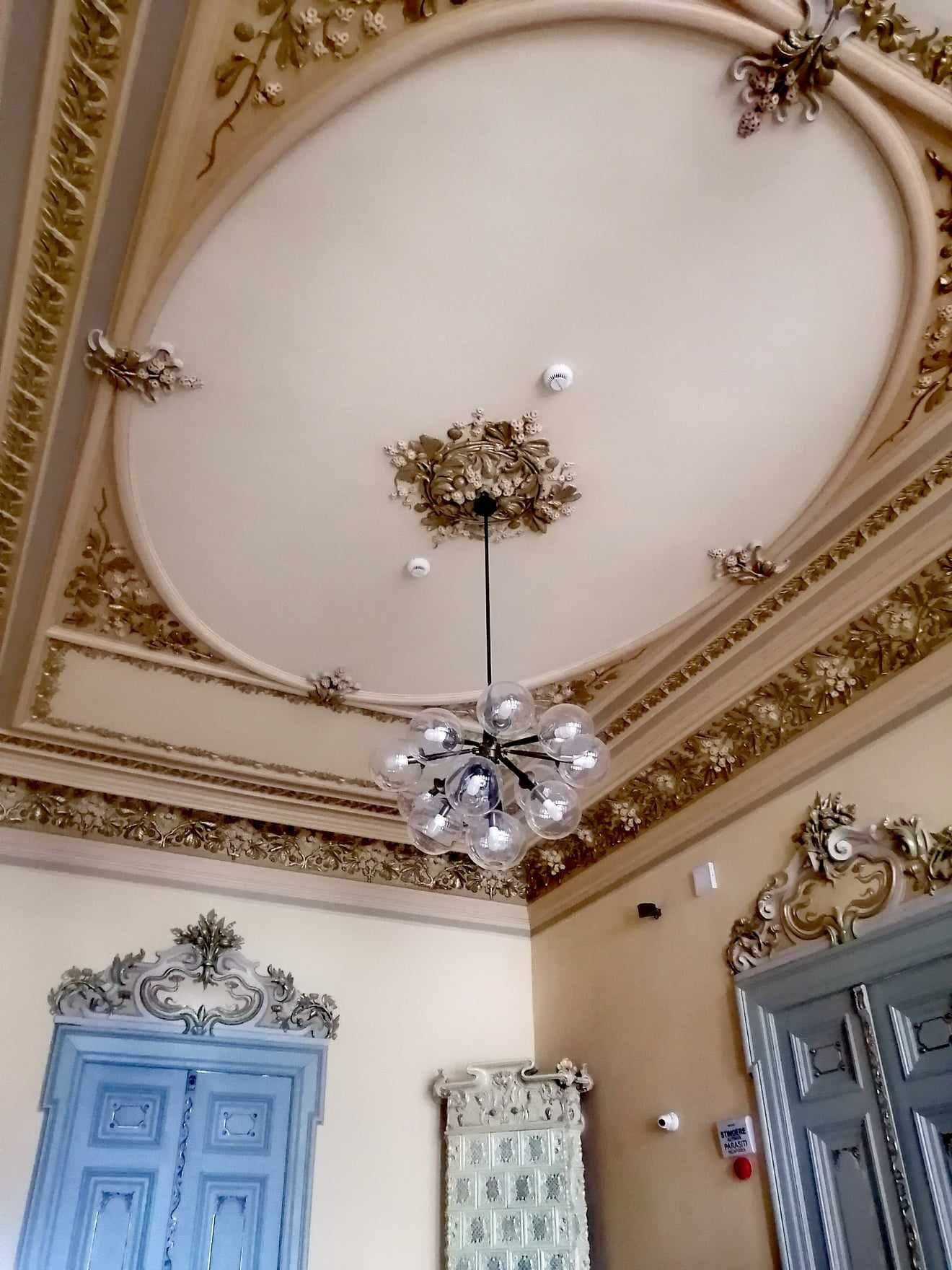
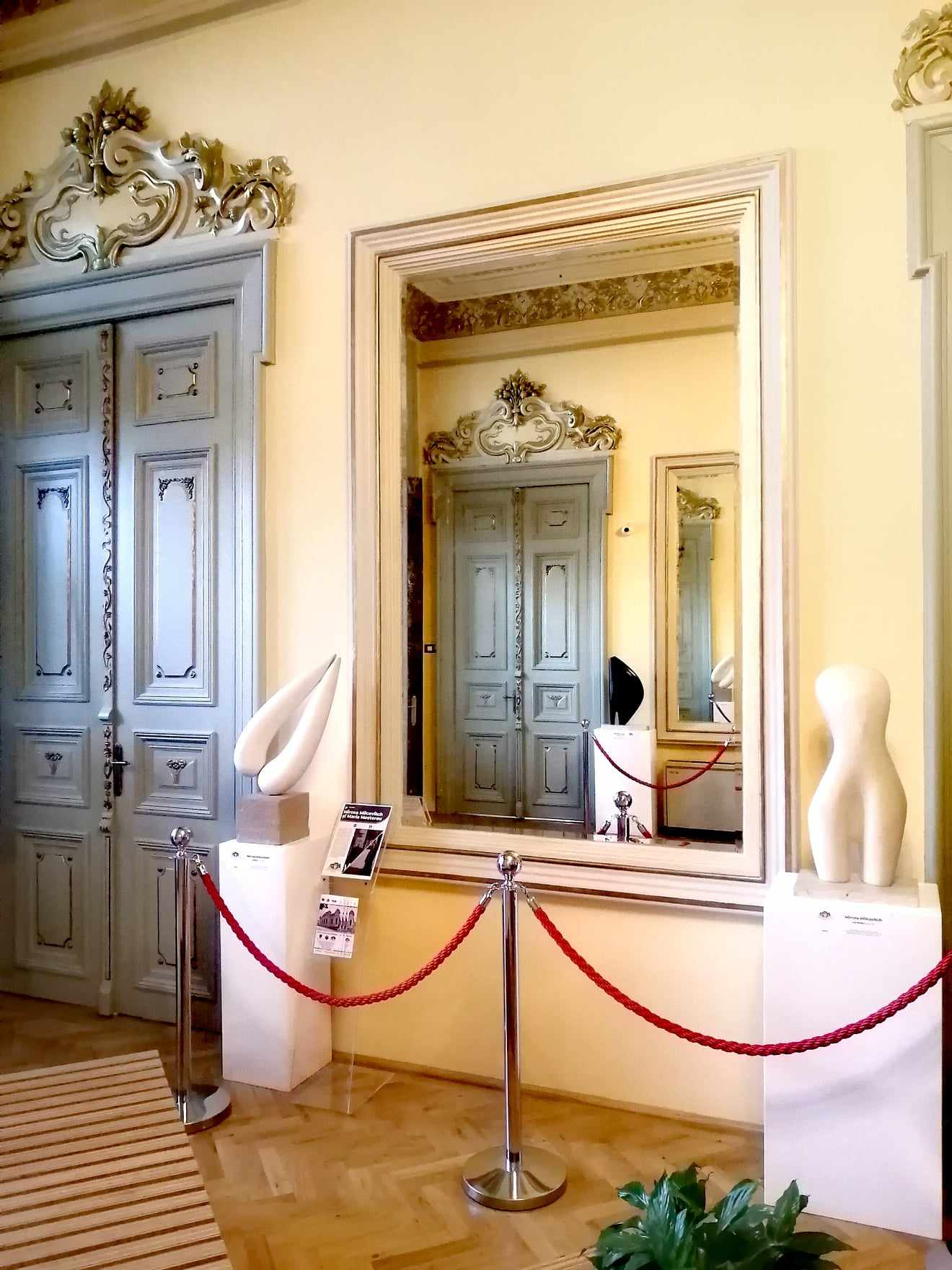
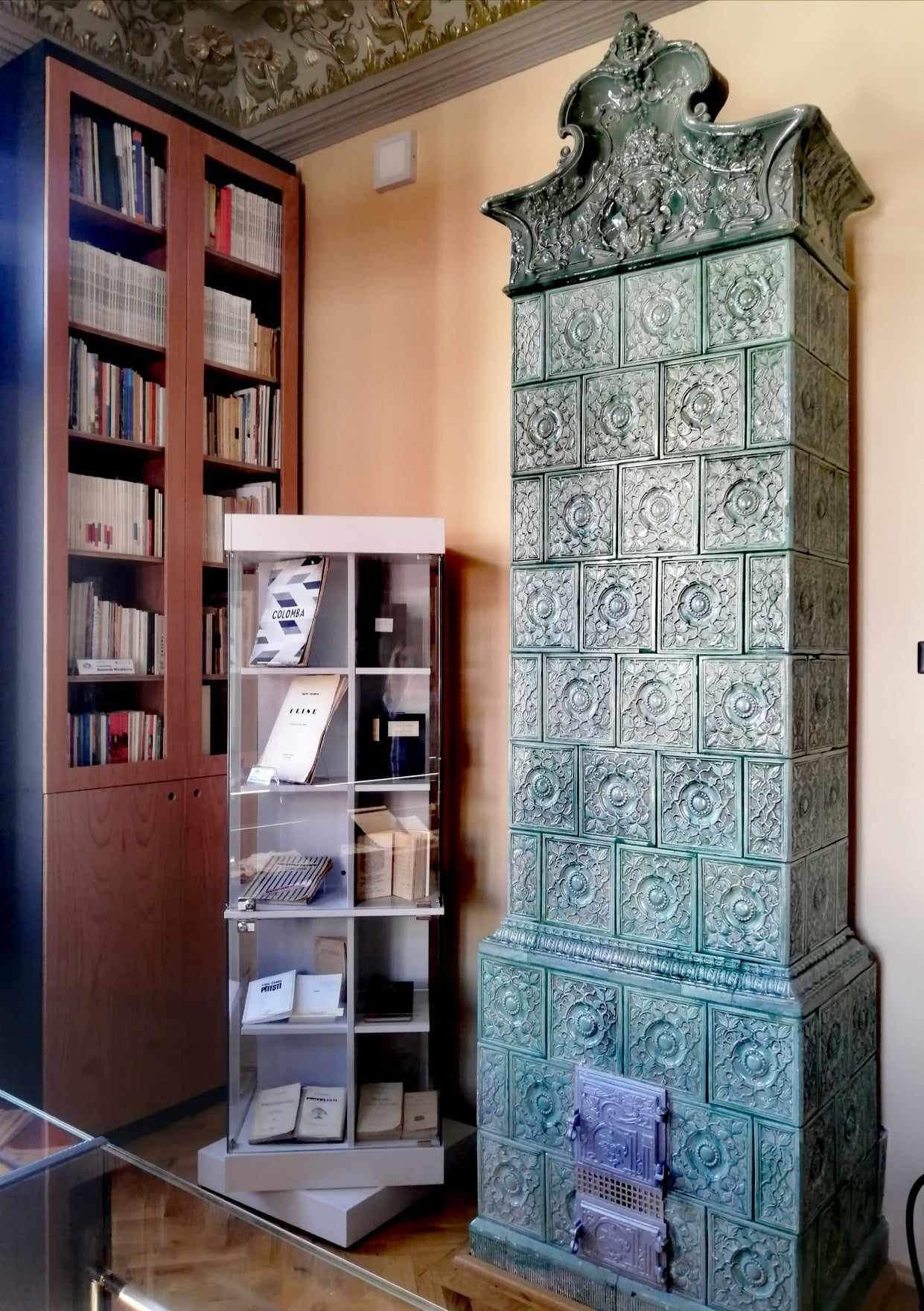